# Episodi di Supernatural (nona stagione)

Logo della nona stagione

La nona stagione della serie televisiva Supernatural, composta da 23 episodi, è stata trasmessa negli Stati Uniti dal canale statunitense The CW dall'8 ottobre 2013 al 20 maggio 2014.
In Italia la nona stagione viene trasmessa dal 25 giugno 2015 su Rai 4.
In questa stagione Misha Collins rientra nel cast principale della serie.
Il ventesimo episodio della stagione è il backdoor pilot del mancato spin-off della serie, Supernatural: Bloodlines.
Gli antagonisti principali della stagione sono Metatron, Gadreel e il cavaliere dell'inferno Abaddon.
| n° | Titolo originale               | Titolo italiano               | Prima TV USA     | Prima TV Italia   |
| -- | ------------------------------ | ----------------------------- | ---------------- | ----------------- |
| 1  | I Think I'm Gonna Like It Here | Mi troverò bene qui           | 8 ottobre 2013   | 25 giugno 2015    |
| 2  | Devil May Care                 | Follia spericolata            | 15 ottobre 2013  | 2 luglio 2015     |
| 3  | I'm No Angel                   | Non sono un angelo            | 22 ottobre 2013  | 9 luglio 2015     |
| 4  | Slumber Party                  | Ritorno ad Oz                 | 29 ottobre 2013  | 16 luglio 2015    |
| 5  | Dog Dean Afternoon             | Un pomeriggio da cani         | 5 novembre 2013  | 23 luglio 2015    |
| 6  | Heaven Can't Wait              | Il paradiso non può attendere | 12 novembre 2013 | 30 luglio 2015    |
| 7  | Bad Boys                       | Cattivi ragazzi               | 19 novembre 2013 | 6 agosto 2015     |
| 8  | Rock and a Hard Place          | Tra l'incudine e il martello  | 26 novembre 2013 | 13 agosto 2015    |
| 9  | Holy Terror                    | Problemi in paradiso          | 3 dicembre 2013  | 20 agosto 2015    |
| 10 | Road Trip                      | La rivincita di Crowley       | 14 gennaio 2014  | 27 agosto 2015    |
| 11 | First Born                     | Primogenito                   | 21 gennaio 2014  | 3 settembre 2015  |
| 12 | Sharp Teeth                    | Denti affilati                | 28 gennaio 2014  | 10 settembre 2015 |
| 13 | The Purge                      | La cura miracolosa            | 4 febbraio 2014  | 17 settembre 2015 |
| 14 | Captives                       | Prigionieri                   | 25 febbraio 2014 | 24 settembre 2015 |
| 15 | Thinman                        | L'uomo ombra                  | 4 marzo 2014     | 1º ottobre 2015   |
| 16 | Blade Runners                  | Cacciatori di tesori          | 18 marzo 2014    | 8 ottobre 2015    |
| 17 | Mother's Little Helper         | Anime perdute                 | 25 marzo 2014    | 15 ottobre 2015   |
| 18 | Meta Fiction                   | Il nuovo leader               | 15 aprile 2014   | 22 ottobre 2015   |
| 19 | Alex Annie Alexis Ann          | Ricordi dolorosi              | 22 aprile 2014   | 29 ottobre 2015   |
| 20 | Bloodlines                     | Linee di sangue               | 29 aprile 2014   | 5 novembre 2015   |
| 21 | King of the Damned             | Il re dei dannati             | 6 maggio 2014    | 12 novembre 2015  |
| 22 | Stairway to Heaven             | Una scala per il paradiso     | 13 maggio 2014   | 19 novembre 2015  |
| 23 | Do You Believe in Miracles?    | Una trappola per Metatron     | 20 maggio 2014   | 26 novembre 2015  |

## Mi troverò bene qui
- Titolo originale: I Think I'm Gonna Like It Here
- Diretto da: John Showalter
- Scritto da: Jeremy Carver

### Trama
Sam e Dean sono nell'Impala a discutere su ciò che è appena accaduto, ovvero la caduta degli angeli. Ma qualcosa non va: Dean rivela al fratello che in realtà è in coma. In effetti la discussione tra i due fratelli stava avvenendo solo nella mente di Sam, in quanto lui è in ospedale con Dean che lo assiste. Il medico rivela a Dean che Sam è clinicamente morto, così il cacciatore si reca nella cappella dell'ospedale invocando l'aiuto di prima Castiel, che non risponde alla chiamata, e poi si rivolge agli altri angeli rimasti sulla Terra che ascoltano la sua richiesta. Intanto a Longmont, in Colorado, Castiel, privo dei suoi poteri, vaga senza meta, ascoltando le voci strazianti degli angeli caduti. Scampato a un incidente, si ferisce ad una mano e, sentendo il dolore, capisce di essere diventato umano. Castiel si fa dare un passaggio da un uomo molto gentile che gli dà dei soldi, e arriva a una stazione di servizio dove incontra Hael, un altro angelo caduto. Hael gli rivela che molti angeli si sono indeboliti durante la caduta e altri stanno ancora cercando dei tramiti umani, ma lei è spaventata perché non sa come orientarsi sulla Terra, così Castiel si offre di aiutarla. Nel frattempo continuano le discussioni nella testa di Sam: ad intervenire c'è anche Bobby, che gli spiega che suo fratello è la parte che vuole combattere la morte, invece lui è la parte che gli consiglia di cedervi. Intanto Dean, disperato, pensa di chiedere aiuto a Crowley, ma in quel momento arriva un angelo che ha sentito la preghiera del cacciatore. L'angelo aggredisce Dean dando per scontato che sappia dove sia Castiel, infatti tutti lo vogliono morto perché lo ritengono responsabile della caduta, ma nello stesso momento interviene un altro angelo, Ezechiele, a salvare Dean. Dopo aver ucciso l'angelo che lo aveva aggredito, Ezechiele gli rivela di essere uno degli angeli che ancora crede nella missione di Castiel e gli offre il suo aiuto. Castiel riesce a contattare Dean da un telefono pubblico e gli rivela di aver perso la sua grazia e quindi anche i suoi poteri. Inoltre viene a sapere che Sam è sotto le cure dell'angelo Ezechiele che lui ritiene un angelo rispettabile, dunque il cacciatore decide di fidarsi. Dean consiglia a Castiel di recarsi al bunker degli Uomini di Lettere e di stare attento in quanto molti angeli sono sulle sue tracce. Castiel si trova costretto ad abbandonare Hael, ma lei, sentendosi tradita dato che le aveva promesso protezione, colpisce Castiel alla testa facendogli perdere i sensi. L'ospedale dove si trova Sam è minacciato dalla presenza di altri angeli che torturano Dean per sapere dove si trovi Castiel. Intanto nella mente di Sam, Bobby gli mostra la via per abbandonarsi definitivamente alla morte, però interviene Dean, la parte di Sam che vuole che lui combatta, che cerca ancora una volta di dissuaderlo. Sam non accetta e lascia andare Dean continuando la strada dove incontra Morte che gli dice che la decisione spetta solo a lui, e Sam si dimostra pronto ad affrontare questo passo. Nel frattempo Ezechiele rivela a Dean che è troppo debole per curare il fratello e l'unica cosa che potrebbe salvarlo sarebbe una possessione da parte dell'angelo nel corpo di Sam, ma prima serve il consenso di quest'ultimo. Intanto Castiel si risveglia in un'automobile guidata da Hael che lo ha rapito e gli fa capire che vuole prendere possesso del suo tramite perché quello della ragazza è troppo debole. Castiel fa uscire l'auto fuori strada e decide di uccidere Hael con la lama angelica, dopo che lei lo aveva minacciato di farlo trovare dagli altri angeli. Ezechiele fa vedere a Dean la conversazione che Sam sta intrattenendo con Morte, al quale chiede di non permettere a Dean di riportarlo in vita. Dean riesce a parlare con Sam nella sua mente grazie a Ezechiele e convince il fratello a fidarsi di lui, ricevendo un "sì" come risposta alla domanda se gli avrebbe permesso di salvarlo. In questo modo Sam permette inconsapevolmente a Ezechiele di prendere possesso del suo corpo. Quando Sam si risveglia è Ezechiele ad avere il controllo e comunica a Dean che lui rimarrà in stato dormiente per il tempo necessario a farlo guarire, ma se suo fratello dovesse sapere di essere posseduto potrebbe espellerlo e Sam morirebbe. Così Dean accetta il compromesso di cancellare gli ultimi ricordi di Sam: il suo incontro con Morte e il suo "sì" a Ezechiele. Castiel va in una lavanderia per ripulire i suoi abiti sporchi di sangue, ma comincia ad avvertire tutte le esigenze di un normale umano, come la sete, e cede alla necessità di dover comprare dell'acqua dopo aver rubato degli abiti puliti. In viaggio sull'Impala, Sam si sveglia mentre Dean chiede a suo fratello come si sente. A quanto pare Sam non ricorda proprio niente, come Ezechiele aveva promesso.
- Supernatural Legend: Angeli, Morte
- Guest star: Jim Beaver (Bobby Singer), Julian Richings (Morte), Tahmoh Penikett (Ezechiele), Grace Phipps (Hael).
- Altri interpreti: Kwesi Ameyaw (il dottore di Sam), Sean Tyson (il motociclista), Dena Ashbaugh (Kim Schortz/angelo), Douglas Roy Dack (l'autista del pick-up), John Voth (il marito angelo), Lenard Stanga (il contadino angelo), Lindsay Corbett (la casalinga).
- Musiche: Who do You Love (George Thorogood & The Destroyers)
- Ascolti USA: 2 590 000 telespettatori[2]

## Follia spericolata
- Titolo originale: Devil May Care
- Diretto da: Guy Bee
- Scritto da: Andrew Dabb

### Trama
Dean e Sam tornano al bunker dove imprigionano Crowley dopo averlo rapito. Nel frattempo un demone riporta in vita il corpo di Josie Sands, che Sam aveva bruciato, e lo spirito demoniaco di Abaddon ne riprende nuovamente il possesso. Abaddon, credendo che Crowley sia morto, decide di prendere il controllo dell'Inferno ma gli altri demoni le fanno capire che probabilmente è ancora vivo e che è ancora molto temuto, perciò se Abaddon vuole diventare la regina dell'Inferno, dovrà prima assicurarsi che lui sia morto. Abaddon si avvale dunque dell'aiuto di altri tre demoni che prendono possesso dei corpi di tre militari. Sam e Dean mettono in guardia gli altri cacciatori sulla caduta degli angeli e chiudono Crowley nel bunker al fine di scoprire i nomi dei demoni che lui ha mandato sulla Terra. Dean e Sam lasciano il bunker per indagare sui militari scomparsi, e lasciano Kevin solo con Crowley, affidando al giovane profeta il compito di scoprire come uccidere un Cavaliere dell'Inferno. Intanto Abaddon e i suoi demoni iniziano a catturare altri cacciatori per farsi dire dove si nascondono i Winchester, per poi trovare Crowley, mentre Sam e Dean indagano sul pullman dove i soldati sono stati posseduti, in cui vi sono altre 3 vittime. I due notano che sui loro corpi ci sono ferite mortali molto vecchie, quindi è ovvio che erano posseduti dai demoni, che poi hanno lasciato i loro corpi privi di vita prendendo possesso dei militari. Sam e Dean trovano e liberano i cacciatori rapiti, Irv e Tracy, in una vecchia zona residenziale abbandonata per via di un'esplosione in una centrale chimica, ma Tracy si arrabbiata con Sam perché la sua famiglia venne uccisa da un demone dopo che, per colpa sua, Lucifero uscì dalla sua gabbia. Mentre Crowley è nel bunker e riflette su quello che successe quando Sam stava cercando di riaccendere la sua umanità, Kevin si presenta davanti a lui e gli chiede come uccidere un Cavaliere dell'Inferno. Però Crowley lo sprona a torturarlo perché lui è consapevole che Kevin vuole sfogare la rabbia che prova nei suoi confronti, dicendogli che sua madre è ancora viva e che, se lo libererà, lui la lascerà andare. Gli dice, inoltre, che non può fidarsi dei Winchester, perché loro lo stanno solo usando in quanto profeta, quindi Kevin, mosso da una cieca rabbia, inizia a torturare il demone. I Winchester sono ancora alle prese con i demoni, i quali sono armati di fucili d'assalto e Irv decide di tenerli occupati permettendo a Sam, Dean e Tracy la fuga. Irv spiega poi di sentirsi in colpa perché è stato lui a dire ai demoni dove si trovavano gli altri cacciatori, dato che Abaddon lo stava torturando, ma poi i demoni lo uccidono. Tracy intanto spara ad Abaddon con delle pallottole speciali antidemone, ma lei indossa un giubbotto antiproiettile e costringe la ragazza alla fuga. Dean attira l'attenzione di Abaddon e la affronta, permettendo così a Tracy di scappare, mentre Sam si trova da sola a fronteggiare gli altri demoni. I Winchester purtroppo sono alle strette: Abaddon e i suoi demoni hanno la meglio su di loro. Quest'ultima afferma che vorrebbe prendere possesso del corpo di Dean in quanto gli sembra un tramite perfetto, ma proprio mentre i demoni stanno avendo la meglio su Sam, interviene Ezechiele che prende il controllo del tramite e distrugge i demoni, mentre Abaddon, vedendo che Dean è aiutato da un angelo, decide di scappare. Ezechiele nota che Dean è turbato, infatti il cacciatore ammette di sentirsi in colpa perché se avesse permesso a Sam di portare a termine la terza prova, chiudendo i cancelli dell'Inferno, ora i demoni non farebbero più del male a nessuno, ma Ezechiele gli dice che il motivo che lo spinse a fermare suo fratello è l'amore che prova per Sam e che per questo non deve sentirsi in colpa. Sam rinviene e non capisce cosa sia successo, dato che come sempre non ricorda nulla quando Ezechiele prende possesso del suo corpo, quindi Dean è costretto a mentire dicendogli che ha ucciso tutti i demoni da solo dopo che avevano tramortito Sam. I due cacciatori tornano al bunker e vedono Crowley ridotto male, dopo le torture di Kevin. Così il demone decide di dare ai due fratelli i nomi di alcuni demoni. Intanto Dean cerca di fermare Kevin che sta per andare via perché vuole cercare sua madre dato che Crowley gli ha rivelato che è viva, ma Dean cerca di fargli capire che probabilmente il demone ha detto una menzogna e che, anche se le sue parole fossero vere, la realtà dei fatti è che Kevin non può sopravvivere da solo fuori dal bunker, perché ora sia gli angeli che i demoni lo considerano una preda ambita. Kevin è dell'opinione che Dean voglia solo usarlo per i suoi poteri, ma il cacciatore lo convince a restare e gli dice che il motivo per cui non vuole che Kevin se ne vada è perché vuole proteggerlo, dato che Dean vede sia Kevin che Castiel come membri della sua famiglia. Intanto Sam pensa ancora a quello che ha detto Tracy, sentendosi responsabile per la morte della sua famiglia, ma Dean gli dice che non deve sentirsi in colpa perché Sam ha aiutato molte persone e che le cose buone che ha fatto superano di gran lunga il numero di scelte sbagliate che ha preso. Poi Sam rivela a Dean che per la prima volta è soddisfatto della sua vita, nonostante tutto, perché attorno a lui ci sono la sua famiglia e i suoi amici, ma nello sguardo di Dean appare molta incertezza.
- Supernatural Legend: Angeli, Demoni
- Guest star: Mark Sheppard (Crowley), Alaina Huffman (Abaddon), Osric Chau (Kevin), Paul Rae (Irv), Olivia Ryan Stern (Tracy)
- Musiche: Rockin' Down the Highway (The Doobie Brothers)
- Citazioni: Dean prende in giro Kevin e la sua mira con la balestra, chiamandolo "Katniss" (come la protagonista della saga Hunger Games).
- Ascolti USA: 2 330 000 telespettatori[3]

## Non sono un angelo
- Titolo originale: I'm No Angel
- Diretto da: Kevin Hooks
- Scritto da: Brad Buckner e Eugenie Ross-Leming

### Trama
Degli angeli chiedono a due uomini di chiesa se conoscono Castiel. Quest'ultimo, sotto il nome di Clarence, passa le giornate in vari modi, all'ombra degli angeli: prima come un semplice inserviente per una casa di accoglienza e poi come un senzatetto; inoltre, deve vedersela con le difficoltà umane, come la fame o l'incapacità di guarire velocemente. Nel frattempo Ezechiele informa Dean che sta ascoltando alcune comunicazioni angeliche e sembra che non tutti gli angeli vaghino sulla Terra in maniera confusa. Infatti un angelo, Bartolomeo, l'ex protetto di Naomi, sta mettendo in piedi un esercito e sta cercando dei tramiti umani per gli angeli, attraverso un predicatore molto famoso, il reverendo Buddy Boyle. Quest'ultimo è entusiasta di aiutare gli angeli, dato che Bartolomeo gli ha promesso che le creature angeliche daranno vita a un Paradiso in Terra, infatti Boyle convince i suoi fedeli a fare da tramiti per gli angeli che dopo la caduta non sono riusciti ancora a trovarne uno. Bartolomeo vuole trovare Castiel a ogni costo, ma gli angeli al suo servizio restano vittime dell'angelo. Come se non bastasse Castiel ora si è fatto tatuare un sigillo enochiano che impedisce agli angeli di trovarlo; dunque, Bartolomeo affida la ricerca a un mietitore, Maurice. I fratelli Winchester vanno alla ricerca di Castiel, seguendo le sue tracce, e scoprono che la sua ultima vittima era un uomo posseduto da un angelo che gli dava la caccia. Inoltre guardando tra i suoi effetti personali trovano un video del predicatore Boyle e capiscono subito che lui sta reclutando tramiti in tutto il mondo. Nel frattempo Castiel sta rovistando tra i rifiuti in cerca di cibo, poi incontra una ragazza di nome April, che gentilmente gli offre qualcosa da mangiare e, vedendo che non ha un posto in cui stare, lo invita a passare la notte a casa sua; inoltre lo medica dato che è ancora ferito. Sotto consiglio di Bartolomeo, Maurice segue i fratelli Winchester al fine di condurlo da Castiel, ma Sam e Dean si erano già resi conto che il mietitore li stava seguendo, quindi lo catturano e Dean inizia a torturarlo con la lama angelica per farsi dare delle informazioni; Maurice, prima di essere ucciso, rivela ai due che Naomi è morta e che Bartolomeo sta capeggiando una fazione angelica che sta dando la caccia a Castiel. Così Dean chiede a Ezechiele di rintracciare Castiel, ma non gli è possibile in quanto l'amico ora ha un tatuaggio enochiano che lo rende irrintracciabile. Dopo aver copulato con April, Castiel riflette sulla sua ingenuità e sulla sua superbia, perché sono state le sue scelte sbagliate a far sì che lui si fidasse di Metatron. Il mattino dopo Castiel si appresta a lasciare la casa di April, ma lei gli ruba la sua lama angelica e lo lega a una sedia. La ragazza, che si rivela essere una mietitrice, tortura Castiel, infatti anche lei gli stava dando la caccia e lo ha sedotto solo per fargli abbassare la guardia. April lo accusa di essere complice di Metatron, ma l'angelo giura di essere stato ingannato e che ha aiutato Metatron solo perché gli aveva fatto credere che servisse a chiudere le porte del Paradiso, così da poter riportare lì un po' di ordine; inoltre, le rivela che lui non ha più la sua grazia, infatti diversamente dagli altri angeli caduti, lui non ha più poteri, visto che la stessa grazia è stata usata da Metatron come atto conclusivo dell'incantesimo. Dean e Sam arrivano in soccorso di Castiel, infatti Dean, conscio che i mietitori stavano dando la caccia a Castiel, aveva chiesto a Ezechiele di individuarne la presenza nelle vicinanze, nel caso avessero trovato l'angelo. April infligge una ferita mortale a Castiel, poi Dean la uccide con la lama angelica. Ezechiele prende possesso del corpo di Sam e guarisce Castiel dalla ferita, salvandolo, poi Castiel, una volta tornato in vita, chiede a Dean come abbia fatto a guarirlo. Il cacciatore, continuando a mentire sia a Sam che all'amico, gli dice che aveva minacciato April, affinché guarisse Castiel e che poi l'ha uccisa ugualmente dopo che lo aveva guarito. Castiel, Dean e Sam vanno al bunker, quest'ultimo comincia ad avere ei dubbi su come suo fratello abbia rintracciato Castiel, quindi Dean inventa un'altra bugia dicendo di aver trovato l'indirizzo della mietitrice nella tasca di Maurice. Castiel parla con i due fratelli dicendo loro che adesso comprende l'umanità molto meglio, perché ha capito che nonostante sia piena di sacrifici e limitazioni, il senso di tutto è quello di trovare uno scopo, senza perdersi d'animo. Ezechiele prende ancora possesso del corpo di Sam e dice a Dean che Castiel non può rimanere con loro perché gli angeli gli danno la caccia e di conseguenza anche lui sarebbe in pericolo. Poiché il corpo di Sam non è ancora guarito, di conseguenza Dean, con suo grande rammarico, è costretto a mandare via Castiel.
- Supernatural Legend: Angeli, Mietitori
- Guest star: Shannon Lucio (April Kelly), Adam Harrington (Bartolomeo), Kevin Brief (Reverendo Buddy Boyle), Artine Brown (Maurice), Robert Mann II (Frank)
- Citazioni: Sam fa notare a Dean che il nome falso di Castiel (Clarence) è lo stesso dell'angelo del film La vita è meravigliosa.
- Ascolti USA: 2 300 000 telespettatori[4]

## Ritorno ad Oz
- Titolo originale: Slumber Party
- Diretto da: Robert Singer
- Scritto da: Robbie Thompson

### Trama
1935: Due Uomini di Lettere, James Haggerty e Peter Jenkins, hanno completato la costruzione del bunker nel quale sei mesi dopo arriva una cacciatrice, Dorothy, che ha appena catturato la Strega Malvagia cercando un modo per ucciderla.
Nel presente Sam e Dean cercano una soluzione per aiutare Castiel a proteggersi dagli angeli che gli danno la caccia. Sam comunica a Dean che mentre Kevin era nel bunker, durante la caduta degli angeli, ha visto il tavolo elettronico indicare dei posti. Dunque propone al fratello di tracciare il cammino di ogni angelo ed evitare che vi si imbatta Castiel. I due fratelli giungono così in una grande stanza in cui è contenuto il computer generale, che funziona senza elettricità, ma cercando di aprirlo Dean urta uno scaffale e rovescia un recipiente dal quale inizia a fuoriuscire del liquido senza che i due se ne accorgano. Per essere aiutati col computer decidono così di portare al bunker Charlie, che rivela ai due di essersi dedicata ad un paio di cacce nell'ultimo periodo ma di non essere entusiasta perché non erano come le aveva immaginate. La ragazza inizia a scaricare così dal computer tutti i dati degli Uomini di Lettere.
1935: La Strega Malvagia riesce a liberarsi e a possedere Jenkins il quale, dopo aver espresso il desiderio della Strega di essere in cerca di qualcosa nel bunker, viene ucciso da James. Nel frattempo Dorothy va nel laboratorio e scompare con un grande fascio di luce assieme alla strega lasciando solo un recipiente pieno di liquido nella stanza.
Nel presente Quando Charlie, Sam e Dean tornano nella stanza del computer scoprono che sulla parete dove si era versato il liquido si è formata una membrana dalla quale esce la cacciatrice Dorothy, e scoprono che lei è la figlia dell'autore della fiaba de "Il Mago di Oz" assieme alla Strega Malvagia. Quest'ultima, essendo stata liberata, si reca nella stanza dov'è imprigionato Crowley e gli rivela di essere in cerca di una chiave. Quando Sam e Dean lo scoprono, Dorothy spiega loro che si tratta della chiave di Oz che permette a una qualsiasi porta di creare un passaggio per Oz. Inoltre Charlie, dopo aver preparato 4 proiettili fatti con i papaveri, in grado di rallentare la Strega, si reca con Dean nella sua camera dov'è nascosta la chiave. Dopo averla trovata però si presenta la Strega che si impossessa della chiave e uccide Charlie, la quale viene poi salvata da Ezechiele. Dean è dunque costretto a raccontare altre bugie al fratello Sam che però inizia ad avere dei sospetti. Mentre i due fratelli cercano la Strega, Charlie e Dorothy scoprono che l'unico mezzo per uccidere la Strega sono delle scarpe col tacco nascoste nella moto di Dorothy, ancora custodita nel buker degli Uomini di Lettere. Nel momento in cui le trovano però vengono fermate da Sam e Dean posseduti dalla Strega, che intanto sta portando a termine il suo piano di portare le sue legioni da Oz sulla Terra. Mentre Dorothy combatte contro i due fratelli, Charlie uccide la Strega bloccando l'incantesimo e riprendendosi la chiave. Infine Charlie, soddistatta di questa magica avventura e in cerca di altre, decide di seguire Dorothy ad Oz per bloccare le rivolte e lascia i due fratelli nel loro bunker e ormai casa.
- Supernatural Legend: il Mago di Oz
- Guest star: Mark Sheppard (Crowley), Gildart Jackson (James Haggerty), Tiio Horn (Dorothy), Felicia Day (Charlie Bradbury), Andrew Jenkins (Peter Jenkins), Maya Massar (Strega Malvagia)
- Musiche: For Those About to Rock , We Salute You (AC/DC), Over the Rainbow (Judy Garland)
- Citazioni: Alla fine dell'episodio, quando Dorothy ritorna ad Oz, Dean domanda a Sam se secondo lui la ragazza farà mai ritorno nel loro mondo; Sam gli risponde "Ma certo, nessun posto è come casa" ed è un chiaro rimando alla famosissima frase che Dorothy dice al suo cagnolino Toto nel film Il mago di Oz, <<There's no place like home>>.
- Ascolti USA: 2 160 000 telespettatori[5]

## Un pomeriggio da cani
- Titolo originale: Dog Dean Afternoon
- Diretto da: Tim Andrew
- Scritto da: Eric Charmelo e Nicole Snyder

### Trama
Enid, Oklahoma. Max Alexander, un imbalsamatore viene trovato morto nella sua officina con le ossa rotte e le interiora degli animali che stava imbalsamando sono sparite. Dean e Sam, in veste di agenti federali, cominciano a indagare. All'inizio i loro sospetti si concentrano sui due fondatori della S.N.A.R.T., un'associazione ambientalista e animalista, ma ben presto capiscono che i responsabili non sono loro, in quanto a loro volta attaccati e accecati con un veleno da qualcuno. I fratelli non tardano a capire che dietro le uccisioni ci sia qualche essere sovrannaturale. Intanto un giovane ragazzo, che lavora nel rifugio per gli animali, viene ucciso dopo aver visto la stessa persona che ha ucciso Max mangiare uno dei gatti del rifugio. Sam e Dean, arrivati sulla scena del delitto notano che il cane di Max, Colonnello, che è stato portato lì dopo la morte del padrone, era presente a entrambe le scene del delitto. A Sam viene in mente l'insolita idea di comunicare con il cane, infatti i fratelli Winchester chiedono a Kevin di trovare un incantesimo degli Inuit tra gli archivi degli Uomini di Lettere, che dovrebbe creare una connessione emotiva con Colonnello. Dopo aver preparato la pozione, Dean inizia a sentire i pensieri di Colonnello, il quale afferma che il misterioso assassino aveva su di sé un odore di carne rossa e sapone. L'incantesimo però permette a Dean di comunicare anche con tutti gli altri animali, dato che parlano un linguaggio universale, e inoltre gli schemi comportamentali di Dean diventano simili a quelli di un cane. I due cacciatori vanno al rifugio per animali per interrogare gli altri cani: sembra che il misterioso assassino abbia rubato tutti i gatti, a eccezione di quello che ha mangiato. Inoltre un altro cane li avverte che l'assassino lavora in un ristorante, questo spiega perché Colonnello avesse sentito l'odore di carne rossa e sapone, perché l'assassino lavora come cuoco. I due cacciatori vanno nel ristorante, dove trovano gli organi interni di molti animali, poi Sam trova un libro sciamano dove sono indicate le funzioni dei diversi organi. Sembra infatti che l'assassino mangi gli organi degli animali per entrare in possesso delle loro capacità. Dopo un po' trovano il misterioso assassino: lo chef del ristorante, Leo, che usa i suoi poteri animaleschi per infliggere una ferita mortale al collo di Sam, ma per un breve momento l'angelo Ezechiele prende possesso del corpo di Sam e guarisce la ferita. Appena Sam riprende la padronanza di sé, non riesce a spiegarsi come sia guarito, dato che come sempre non ricorda nulla dei momenti in cui Ezechiele prende padronanza del suo corpo. Anche Leo è stupito di vedere che è guarito, quindi lo tramortisce per mangiare il cuore di Sam ed entrare in possesso dei suoi poteri miracolosi. Poi arriva Dean, che con i suoi istinti canini avverte che Leo è malato di cancro, all'ultimo stadio. Lui mangia gli organi degli animali per aumentare la sua forza e impedire al cancro di indebolirlo: è per questo che ha ucciso Max dal quale voleva gli organi interni degli animali che lui aveva imbalsamato. Poi Leo affronta Dean mangiando il cuore di un lupo, ma i cani che Dean aveva liberato dal rifugio arrivano in soccorso dell'amico e uccidono Leo sbranandolo. Finita l'avventura, Dean affida Colonnello alle cure dei fondatori dello S.N.A.R.T. e inoltre svanisce l'effetto dell'incantesimo che permette a Dean di comunicare con gli animali. Sam non capisce ancora come fosse possibile che la ferita che Leo gli aveva inflitto non l'avesse ucciso, inoltre lo stesso Leo non riusciva a spiegarsi cosa fosse Sam in realtà. Dean gli dice che Leo stava delirando e che Sam non deve dare peso alle sue parole, purtroppo però è diventato evidente che per Dean sta diventando sempre più difficile tenere suo fratello minore all'oscuro del suo segreto.
- Supernatural Legend: Sciamanesimo
- Guest star: Steve Valentine (Chef Leo)
- Musiche: I Want to Know What Love Is (Foreigner)
- Citazioni: all'inizio dell'episodio, si vede l'imbalsamatore impegnato a travestire i suoi animali imbalsamati come i personaggi della serie Il Trono di Spade.

## Il paradiso non può attendere
- Titolo originale: Heaven Can't Wait
- Diretto da: Rob Spera
- Scritto da: Robert Berens

### Trama
Rexford, Idaho. Castiel chiama Dean in quanto in città stanno avvenendo delle strane sparizioni. Per tenere lontano Sam (e quindi Ezechiele) da Castiel, decide di partire da solo, lasciando Sam e Kevin a decifrare la tavola degli Angeli, che il profeta ha tradotto in un linguaggio cuneiforme, per cercare di rendere reversibile l'incantesimo di Metatron e far tornare gli angeli in Paradiso. Arrivato a Rexford, Dean scopre che Castiel lavora in una stazione di servizio, si fa chiamare Steve, e la sua datrice di lavoro, Nora, gli ha chiesto un appuntamento. Dean indaga sulle strane sparizioni: le persone scomparse esplodono in una nube rosa, lasciando una grande chiazza colorata nel posto in cui sono state uccise. Lo sceriffo afferma che le vittime avevano una cosa in comune: erano tutte persone tristi o depresse. Dean è sorpreso nel vedere Castiel impegnato in un lavoro così umile, ma l'amico afferma di essere solo un perdente perché ha fallito in ogni cosa che ha provato a fare. Dean è dell'opinione che lui meriti di meglio, quindi lo coinvolge nella caccia. Portando Castiel su una delle scene di sparizione, dove una liceale molto triste, appena reduce da una brutta rottura, è morta nello stesso modo delle altre vittime, egli riconosce il responsabile in un angelo, facente parte di una coalizione che in Paradiso, durante le battaglie, si occupava di mettere fine in modo indolore alle vite degli angeli feriti gravemente, i Rit Zien. Perciò, caduti sulla Terra, questi angeli non riescono a distinguere la natura del dolore umano e uccidono tutti coloro che pensano stiano soffrendo così tanto da invocare la morte. Dean accompagna Castiel a casa di Nora, ma lui scopre che in realtà la donna non gli aveva chiesto un vero appuntamento, ma di badare alla sua bambina, avendo a sua volta un appuntamento con un altro uomo. Lo sceriffo informa Dean che c'è qualcosa di strano riguardo alle prime due vittime, una coppia sposata; infatti nella nube rosa è stato rinvenuto solo il DNA della moglie, mentre il marito era un fedele del reverendo Buddy Boyle, il predicatore che l'angelo Bartolomeo usa per reclutare tramiti umani per gli angeli caduti, quindi Dean capisce che il marito della prima vittima è il tramite del Rit Zien. Inoltre vedendo una foto dell'uomo scattata vicino al proprio furgone, Dean riconosce il veicolo: infatti lo ha visto vicino alla casa di Nora, dunque capisce che il Rit Zien vuole uccidere Castiel. Rimasto solo con la bambina ammalata, Castiel riceve la visita del Rit Zien, Ephraim, che tenta di ucciderlo in quanto aveva percepito il dolore emotivo di Castiel. Ephraim era sempre stato un angelo di poco conto, invece quando conobbe Castiel lui era già considerato una leggenda. Lui ammirava Castiel, ma ora vuole ucciderlo accusandolo di essere un vigliacco che ha abbandonato gli angeli proprio ora che hanno bisogno di aiuto. Inoltre il fatto che adesso lui viva un'esistenza umana afferma la dimostrazione che la vita di Castiel ora ha perso ogni significato. Dean arriva appena in tempo per salvare Castiel, poi gli passa la lama angelica, con la quale Castiel uccide Ephraim. Nora torna a casa, dopo un appuntamento non particolarmente divertente, e ringrazia Castiel per essersi preso cura di sua figlia, affermando che ciò che rende speciale Castiel è il fatto che lui metta sempre il massimo impegno in tutto ciò che fa. Riaccompagnato a casa, Dean si scusa con Castiel per non avergli concesso un posto nel bunker con loro, ma gli dice pure che è fiero di lui. Intanto Sam e Kevin si rivolgono a Crowley per farsi aiutare nella traduzione, ma il demone acconsente solo se i due gli avessero concesso di fare una chiamata ad Abaddon. Crowley viene accontentato e, per chiamare il Cavaliere, Sam usa il sangue di Kevin. Abaddon gli dice che stava riscuotendo tutti i patti di Crowley e che all'Inferno oramai nessuno lo considerava più il re. Nonostante la rabbia, Crowley aiuta comunque Sam e traduce la tavoletta, rivelando che l'incantesimo di Metatron è irreversibile. Lasciato solo, Sam spia Crowley e vede che è in procinto di iniettarsi nelle vene il sangue di Kevin. Castiel torna al lavoro, ma nella sua espressione si nota malinconia, probabilmente si chiede se sta facendo la scelta giusta preferendo vivere un'esistenza umana, piuttosto che aiutare gli angeli che hanno bisogno di lui.
- Supernatural Legend: Angeli, Demoni
- Guest star: Ashton Holmes (Ephraim), Mark Sheppard (Crowley), Alaina Huffman (Abaddon), Osric Chau (Kevin), Tanya Clarke (Nora),
- Altri interpreti: Michael Kopsa (sceriffo), James Melville (Bill).
- Curiosità: La canzone che Castiel canta alla bambina è la sigla di un telefilm degli anni '80: Ralph supermaxieroe
- Musiche: Believe it or Not (Joey Scarbury)
- Ascolti USA: 2 360 000 telespettatori[6]

## Cattivi ragazzi
- Titolo originale: Bad Boys
- Diretto da: Kevin Parks
- Scritto da: Adam Glass

### Trama
Hurleyville, New York. In una tenuta per ragazzi con precedenti penali, Jack, un bracciante agricolo, viene infilzato da uno spuntone di metallo di un vecchio trattore che all'apparenza si è messo in moto da solo. Intanto nel bunker, Dean riceve una chiamata da Sonny, il gestore della tenuta: i due erano vecchi amici. Dean racconta a Sam che quando aveva 16 anni era stato scoperto a rubare del cibo per Sam, in quanto aveva finito tutti i soldi lasciati dal padre, giocando. Così anziché essere arrestato, era stato portato nella tenuta di Sonny per due mesi. Sam invece credeva che quel periodo Dean lo avesse passato a cacciare, ma il fratello gli rivela che il padre ha preferito non dirgli la verità. Sonny ha sempre saputo che Dean era un cacciatore e, pur non avendo mai creduto a queste cose, decide di chiedere il suo aiuto dato che non sa spiegarsi come Jack sia morto. Arrivati alla tenuta i due fratelli cominciano a indagare. La direttrice della tenuta, Ruth, racconta a Sam che i vecchi proprietari della tenuta erano i coniugi Wasserlaufs, ma a causa della dipendenza dall'alcool del marito, Howard egli aveva cominciato a sospettare del tradimento della moglie, Doreen, con il bracciante agricolo, Jack, e aveva finito per uccidere la moglie, poi si tolse la vita. I due fratelli sospettano che il fantasma di Howard fosse tornato a concludere ciò che non era riuscito a finire anni prima, così decidono di bruciare le ossa dell'uomo. Dean intanto fa la conoscenza di uno degli ospiti della tenuta, Timmy, un bambino molto chiuso e solo. Gli incidenti non finiscono: prima muore Ruth annegando nella vasca e poi uno dei bambini della tenuta si ferisce con il tagliaerba. Dean e Sam cominciano a sospettare che dietro gli incidenti ci fosse un fantasma che possiede Timmy. Dean ha modo di rivedere Robin, la ragazza che gestisce la tavola calda del padre che lui la conobbe nel periodo passato alla fattoria. La madre di Robin insegnava a suonare la chitarra ai ragazzi della tenuta, quindi lei e Dean stavano insieme. Lui ammise che fare il cacciatore non gli interessava, proprio come Robin non voleva ereditare la tavola calda del padre, poi i due decisero di andare insieme al ballo di fine anno. Sam ha modo di conoscere meglio alcuni aspetti di suo fratello maggiore che ignorava, infatti nel periodo che ha passato lì, lui ebbe una vita normale, degli amici ed era campione della contea di lotta libera. Tornando agli eventi presenti, Sam e Dean parlano con Timmy per avere dei chiarimenti. Il bambino racconta che sua madre morì in un incidente stradale, in cui anche Timmy era nell'auto e sua madre lo spinse via salvandogli la vita. Il dolore di Timmy era tale che lo spirito della madre gli rimase vicino per proteggerlo, in maniera troppo ossessiva, tanto da non riconoscere i veri pericoli da quelli non reali. Dean all'inizio pensa che lo spirito della donna sia legato al giocattolo che lei aveva regalato a Timmy, quindi lo brucia, ma il fantasma è ancora lì. Sam capisce che il fantasma della donna è legato proprio a Timmy, così Dean, attaccato dal fantasma, convince Timmy a liberarsi dello spirito di sua madre. Timmy si libera dello spirito dicendo a sua madre che adesso lui se la caverà da solo, quindi la madre di Timmy lascia il mondo dei vivi sorridendo. Dean, prima di andarsene, saluta Robin, la quale ammette che aver ereditato la tavola calda del padre in fondo non è stata una pessima cosa, perché lei ama stare lì. Con un ultimo flashback si vede Dean mentre si preparava a portare Robin al ballo di fine anno, ma alla fine non ci andò perché suo padre tornò a riprenderselo. Sonny si era persino offerto di ospitare Dean fino a tempo indeterminato, ma Dean, pur apprezzando il gesto, decise di tornare a fare il cacciatore per prendersi cura di suo fratello minore. Sam dice al fratello che lui aveva sempre pensato che quello fosse stato il periodo più brutto della vita di Dean, quando in realtà era stato il più bello. Dean e Sonny si salutano, il cacciatore torna a viaggiare con suo fratello, Sam ringrazia Dean avendo capito quanti sacrifici suo fratello maggiore abbia fatto per prendersi cura di lui.
- Supernatural Legend: Fantasmi
- Guest star: Blake Gibbons (Sonny), Sean Michael Kyer (Timmy), Karin Konoval (Ruth), Dylan Everett (giovane Dean), Erin Karpluk (Robin),
- Altri interpreti: Sarah Desjardins (giovane Robin), Tom McBeath (Jack).
- Musiche: Stone in Love (Journey), Ave Maria (Maria Callas), Tears in My Beers (Jay Gruska).
- Citazioni: Quando Sam e Dean iniziano a dubitare di Timmy su una possibile possessione da parte di qualcosa, Dean fa una battuta citando Damien, il bambino che si rivela essere l'Anticristo nel film Omen - Il presagio.

## Tra l'incudine e il martello
- Titolo originale: Rock and a Hard Place
- Diretto da: John MacCarthy
- Scritto da: Jenny Klein

### Trama
Hartford, Dakota del Sud. Una ragazza, Honor, scompare misteriosamente nel nulla avvolta da una luce blu. Lo sceriffo Jody Mills, chiamata ad indagare, chiama inevitabilmente i due fratelli Winchester, capendo che nella faccenda c'è qualcosa di sovrannaturale. Sam e Dean, indagando, scoprono che altre tre persone erano state rapite nello stesso modo, ovvero il pastore Fred e una giovane coppia, e che tutte e quattro le vittime appartenevano alla stessa chiesa. Inizialmente i fratelli Winchester pensavano che i responsabili fossero gli angeli, ma dalla testimonianza del senzatetto che ha visto Honor sparire, capiscono che si tratta di qualcos'altro. Così i due cacciatori parlano con Bonnie, che è a capo di un gruppo di donne e uomini della chiesa che si riuniscono per ottenere la loro castità, e decidono di unirsi a loro. Quindi Bonnie li fa entrare ufficialmente nel gruppo facendo firmare loro dei moduli, inoltre iniziano a ipotizzare potrebbero essere i draghi a rapire le vergini. Durante le indagini, Sam scopre che tutte le vittime rapite avevano infranto il voto di castità, infatti i giovani fidanzati avevano avuto un rapporto sessuale, mentre Honor andava a letto con il pastore, ma non fa in tempo ad avvisare Dean, che intanto ha fatto la conoscenza di Suzy, un'altra ragazza alla riconquista della verginità, di cui si invaghisce scoprendo che in passato era la pornoattrice di uno dei suoi film erotici preferiti. Così dopo aver consumato un rapporto, i due vengono rapiti. Sam capisce che il rapitore prende solo le persone che infrangono la promessa di castità, quindi non possono essere i draghi, Sam e lo sceriffo scoprono che dietro i rapimenti c'è Vesta, la dea romana che per alimentare il fuoco sacro aveva bisogno di vergini. La dea ha bisogno che le vergini rimangano tali per 30 anni e se infrangono il voto vengono segregate nel sottosuolo. Per uccidere Vesta è necessario un paletto di quercia intriso con il sangue di una vergine, e dopo aver ottenuto il sangue di una delle ragazze del gruppo di castità, Sam e Jody scoprono che Dean e le altre persone rapite sono rinchiuse nella cantina di un vecchio fienile. Sam e Jody vanno a salvarli, ma Vesta, che si rivela essere Bonnie, attacca i due. La ragazza rivela che un tempo, quando le divinità romane erano venerate, per lei era più facile procurarsi delle vergini, ma ora tutti venerano solo la chiesa cristiana, quindi Bonnie decise di unirsi alla chiesa per trovare delle vergini. Bonnie tuttavia non riesce ad uccidere Sam e rimane stupita nel vedere che nonostante le sue condizioni critiche lui sia ancora vivo, ma Jody la uccide con il paletto di quercia, mentre Dean e gli altri riescono a liberarsi. I fratelli Winchester si apprestano a lasciare Hartford, ma Sam non riesce a togliersi dalla testa le parole di Bonnie e inoltre dice di sentirsi ancora un po' debole, ma non crede che sia ancora per merito delle tre prove. Dean è stanco di mentire al fratello ma, proprio quando decide di dirgli la verità, Ezechiele prende possesso del corpo di Sam e invita Dean a non rivelare nulla perché suo fratello non è ancora guarito. Dean si mostra impaziente e gli domanda per quanto tempo ancora resterà nel corpo di Sam, ma l'angelo gli chiede pazienza e gli rivela che manca poco alla guarigione totale. Sam poi riprende possesso di sé stesso e Dean gli dice di avere fiducia in lui.
- Supernatural Legend: Vesta
- Guest star: Kim Rhodes (Sceriffo Jody Mills), Lindy Booth (Bonnie Fuschau/Vesta), Susie Abromeit (Suzy Lee).
- Altri interpreti: Tiera Skovbye (Honor), Amanda Lisman (Tammy), Pablo Coffey (Slim), James Kirk (Neil), Hannah Pederson (Barb Blanton), Andrew Lissett (Pastore Fred).
- Ascolti USA: 2 390 000 telespettatori[7]

## Problemi in paradiso
- Titolo originale: Holy Terror
- Diretto da: Thomas J. Wright
- Scritto da: Brad Buckner ed Eugenie Ross-Leming

### Trama
Caribou, Wyoming. Un pullman con delle donne di chiesa si ferma in un bar di motociclisti dove cominciano a combattere e alla fine dello scontro le donne hanno la meglio. I due gruppi erano fazioni angeliche. Nel frattempo, in viaggio sull'Impala, Ezechiele prende possesso del corpo di Sam e dice a Dean che suo fratello guarirà a breve. Inoltre gli raccomanda di essere discreto perché teme di essere trovato da altri angeli e dunque sia l'angelo che Sam potrebbero trovarsi in pericolo. Però Sam inizia a rendersi conto di avere molti vuoti di memoria e lo trova strano, ma Dean, come sempre, gli dice che tutto ciò è dovuto al fatto che si sta riprendendo dalle tre prove. I fratelli Winchester, spacciandosi per dei federali, arrivano sulla scena del delitto, dove c'è pure Castiel, che usando il vecchio tesserino falso dell'FBI che Dean gli aveva regalato, si finge un federale. Castiel ha infatti deciso di non rimanere più in disparte e vuole aiutare gli angeli, specialmente ora che stanno diventando sempre più violenti. Sam è dell'opinione che probabilmente alcuni angeli hanno formato una seconda fazione ben organizzata simile a quella di Bartolomeo. La sua teoria si rivela esatta, infatti un altro angelo di nome Malachia ha messo in piedi un gruppo di angeli che si oppone alla fazione di Bartolomeo, iniziando a uccidere i suoi servi, non sopportando le sue manie di grandezza. Sam, Dean e Castiel vanno a bere in un bar, e mentre Castiel prende altre birre per i suoi amici, Ezechiele prende nuovamente possesso di Sam dicendo ancora una volta a Dean che non vuole Castiel tra i piedi. Dean però non capisce quale sia il problema e comincia a sospettare dell'angelo. Ezechiele, ancora vigile nel corpo di Sam, esce dal bar e ha l'inaspettata visita di Metatron che gli dice che è a conoscenza del suo segreto: infatti l'angelo che ha preso possesso del corpo di Sam non è Ezechiele, ma Gadreel. Un tempo Gadreel era l'angelo di cui Dio si fidava di più, lo nominò guardiano del Giardino dell'Eden, ma lui per errore fece entrare il Serpente che contaminò l'umanità, diffondendo il male, quindi Dio, suo malgrado, punì Gadreel rinchiudendolo in una cella del Paradiso. Ma quando Metatron cacciò via gli angeli dal Paradiso vincolandoli sulla Terra, pure gli angeli che erano rinchiusi nelle celle angeliche, compreso Gadreel, sono caduti riottenendo la libertà. Metatron offre a Gadreel un'inaspettata offerta: guidare il Paradiso al suo fianco, infatti lo scriba ammette di aver esagerato perché non ha senso essere l'unico angelo in Paradiso, però vuole creare un nuovo Paradiso dove solo gli angeli che lui riterrà meritevoli potranno accedervi. Nel frattempo Dean rivela a Castiel che Sam è ancora sotto le cure di Ezechiele e gli fa capire che l'angelo gli ha chiesto di prendere le distanze da altre creature celesti, dunque Castiel si separa dai fratelli Winchester ancora una volta. Castiel inizia a pregare, sperando che qualche angelo possa sentirlo, e dopo un bel po' la sua chiamata viene accolta da un angelo di nome Muriel, la quale dice a Castiel che il capo della seconda opposizione angelica è Malachia che ha fama di essere un anarchico. Muriel rivela a Castiel che Malachia e Bartolomeo reclutano gli angeli che vogliono rimanere neutrali e se loro non acconsentono vengono uccisi. Inoltre intendono sconfiggere Metatron e prendere il controllo del Paradiso, ma Castiel sostiene che se Bartolomeo o Malachia prendessero il controllo dei cieli sarebbe la fine. Un angelo, servo di Malachia, convince un gruppo di studio della Bibbia a offrirsi come tramiti per altri angeli, ma i servi di Bartolomeo li uccidono. Nel bunker degli Uomini di Lettere, Sam e Dean scoprono che i motociclisti uccisi erano tramiti degli angeli capeggiati da Bartolomeo, dato che i motociclisti erano fedeli del reverendo Boyle. Gadreel, prendendo possesso del corpo di Sam, esce dal bunker e chiama Metatron dicendogli che ha deciso di accettare le sue condizioni. Gadreel sa che Metatron vuole diventare il capo del nuovo Paradiso, lo stesso Metatron non smentisce tale affermazione, promettendo a Gadreel che lo libererà dall'onta che macchia il suo nome, ma prima, per dare prova della sua fedeltà, dovrà uccidere delle persone per suo conto, dandogli un foglietto dove c'è scritto il nome della prima vittima. Intanto i servi di Malachia, che stavano dando la caccia a Muriel, trovano sia lei che Castiel, portandoli da Malachia. Muriel viene uccisa, mentre Castiel viene torturato, infatti nonostante lui continui a dichiararsi innocente riguardo alle accuse secondo cui sarebbe segretamente in combutta con Metatron, Malachia continua a torturarlo pensando che lui sappia come rovesciare l'incantesimo di Metatron. Castiel accusa Malachia di essere solo un assassino, ma Malachia fa notare a Castiel che pure lui ha ucciso molti angeli durante la guerra contro Raffaele, per non parlare di tutti gli angeli morti durante la caduta, tra cui anche Ezechiele, causata in parte pure da Castiel. Il braccio destro di Malachia, Theodoro, libera Castiel, infatti l'angelo crede ferventemente che Castiel e Metatron siano segretamente alleati e, pentito di aver stretto un'alleanza con un folle come Malachia, chiede a Castiel di convincere Metatron a riportarlo in Paradiso. Dopo esser stato liberato, Castiel ferisce l'angelo rubandogli la grazia e poi lo uccide; acquisiti nuovamente i poteri angelici, uccide i servi di Malachia e scappa. Castiel telefona a Dean e gli dice che Malachia è il capo della seconda fazione angelica, ma lo informa anche che Ezechiele è morto durante la caduta. Dean realizza che l'angelo nel corpo di Sam è un impostore, quindi chiede a Kevin di trovare un incantesimo che permetta di "isolare" un angelo dal tramite umano e poter parlare evitando che l'angelo nel suo corpo possa ascoltare la conversazione. Usando un sigillo, Dean parla con Sam dicendogli che un angelo è entrato nel suo corpo ma che deve espellerlo. In realtà quello con cui Dean sta parlando è Gadreel che, avendo origliato la conversazione tra Dean e Kevin, aveva manomesso il sigillo, rendendo l'incantesimo inefficace. Gadreel colpisce Dean con un pugno, poi uccide Kevin, infatti sul foglietto che Metatron gli aveva dato c'era scritto il nome del giovane profeta. Gadreel, nel corpo di Sam, lascia il bunker, mentre Dean, in lacrime, guarda il corpo senza vita di Kevin.
- Supernatural Legend: Angeli
- Guest star: Osric Chau (Kevin Tran), Curtis Armstrong (Metatron), Stephen Taylor (Malachia),
- Altri interpreti: Sage Brocklebank (Theo), Britt Irvin (Muriel), Lisa Anne Durupt (Choir Lady).
- Musiche: Bad Luck (Social Distortion), This Little Light of Mine (Gospel Dream)

## La rivincita di Crowley
- Titolo originale: Road Trip
- Diretto da: Robert Singer
- Scritto da: Andrew Dabb

### Trama
Dean brucia il corpo di Kevin, continuando a sentirsi in colpa per quanto accaduto. Gadreel uccide Taddeo, l'angelo carceriere che lo torturò quando era un prigioniero in Paradiso. Castiel raggiunge Dean nel bunker, il cacciatore lo informa di tutto, e insieme decidono di cercare una soluzione per salvare Sam. Intanto Gadreel, nel corpo di Sam, continua ad uccidere altri angeli per conto di Metatron, però ammette che uccidere non gli piace, specialmente Kevin, ma Metatron gli dice che questo è necessario per dimostrarsi degno di essere il suo secondo in comando, poi lo indirizza verso un'altra vittima, Alexander Sarver. Dean decide di chiedere aiuto a Crowley dato che conosce bene le funzioni di un angelo in virtù di quando torturò Samandriel. Il demone scopre che Kevin è morto e che Sam è nei guai, così il demone accetta di aiutarli, ma a patto che a lavoro finito Dean dovrà liberarlo. Castiel, Dean e Crowley vanno da un contatto di quest'ultimo che lavora all'NSA, Cecily, la quale, oltre ad aggiornare il demone di tutto ciò che è accaduto (compreso il fatto che Castiel è stato umano), rintraccia l'Impala che Gadreel ha rubato. Nel frattempo Gadreel trova Alexander e scopre che è il tramite di Abner, il migliore amico di Gadreel, anche lui un prigioniero del Paradiso che dopo la caduta ha preso il possesso del corpo di Alexander, un uomo violento, diventando un buon padre e marito, ma Gadreel lo uccide. Dean e Castiel raggiungono la casa di Alexander, trovandolo morto, poi Castiel colpisce Gadreel con un pugno facendogli perdere i sensi. Abaddon raggiunge Cecily e, dopo aver saputo dove si trova Crowley, la uccide. Intanto Crowley applica degli spilli di metallo nel cranio di Sam, sperando di trovare informazioni sull'angelo che rivela la sua vera identità. Castiel dice a Dean che Gadreel è colui la cui distrazione permise a Lucifero di contaminare il Giardino dell'Eden, con il conseguente abbandono di Dio, la creazione dei demoni, l'Inferno e l'Apocalisse. Per liberare Sam è necessario che sia lui a cacciare via Gadreel dal suo corpo, ma non può dato che non è cosciente al momento, così Crowley si offre volontario per entrare nel corpo di Sam per aiutarlo a prendere coscienza della possessione angelica a patto di essere liberato. Dopo che Castiel, con i suoi poteri, rimuove a Sam il tatuaggio che lo rende immune alle possessioni demoniache, lo spirito demoniaco di Crowley entra nel corpo di Sam e raggiunge la sua coscienza dicendogli che un angelo ha preso possesso di lui. Dopo una breve colluttazione in cui Gadreel cerca di fermarlo, Sam caccia via l'angelo dal suo corpo che prende nuovamente possesso del suo precedente tramite. Intanto arriva Abaddon, decisa ad uccidere Crowley, ma Castiel si accorge del suo arrivo e Crowley permette all'angelo e ai due cacciatori di scappare, mentre lui affronta da solo il cavaliere dell'Inferno. Crowley dice ad Abaddon che la loro non è una guerra, bensì una sorta di campagna elettorale, spronando gli altri demoni a scegliere lui. Dopodiché scompare lasciando Abaddon da sola, mentre Sam, Dean e Castiel si mettono in salvo. Castiel dice a Sam che Gadreel ha guarito quasi completamente il suo corpo che si era indebolito per via delle tre prove, mentre per il resto ci penserà lui a rimetterlo in forze gradualmente. Sam e Dean discutono sul fatto che quest'ultimo ancora una volta abbia mentito e manipolato le decisioni di Sam, che era pronto a morire. Dean ammette che non aveva la forza sufficiente per accettare la morte del fratello, inoltre è consapevole che Kevin è morto per colpa sua. Così Dean decide di partire da solo alla ricerca di vendetta nei confronti di Gadreel, senza essere fermato da Sam.
- Supernatural Legend: Angeli, Demoni
- Guest star: Mark Sheppard (Crowley), Curtis Armstrong (Metatron), Alaina Huffman (Abaddon), Tahmoh Penikett (Gadreel).
- Altri interpreti: Dan Payne (Alexander Sarver/Abner), Brenna O'Brien (Cecily), Wesley Mac Innes (Taddeo).
- Musiche: The Famous Final Scene (Bob Seger & the Silver Bullet Band)
- Ascolti USA: 2 260 000 telespettatori[8]

## Primogenito
- Titolo originale: First Born
- Diretto da: John Badham
- Scritto da: Robbie Thompson

### Trama
Jasper Spring, Mississippi, 1863. Un'orda di demoni si nasconde, in attesa di essere attaccata, e un uomo con una particolare lama fa irruzione e li uccide tutti.
Nel presente Dean è in un bar in attesa di scoprire dove sia Gadreel per vendicarsi, ma subito viene raggiunto da Crowley che gli propone una nuova missione, ovvero distruggere Abaddon. Dean all'inizio è riluttante a voler aiutare il Re degli Inferi, ma Crowley lo convince dicendogli che suo padre anni prima aveva cacciato un demone che era a conoscenza dell'ubicazione della "Prima Lama", l'unica arma utilizzata dagli arcangeli in grado di uccidere i Cavalieri dell'Inferno. Andando a ritroso nell'agenda lasciatagli da suo padre, Dean trova un appunto riguardo all'accaduto: suo padre aveva cacciato quel demone insieme a una sua partner, Tara. Dean la rintraccia e le chiede di più su quest'arma: la donna gli confessa che per anni ha cercato l'ubicazione della lama attraverso un incantesimo che tuttavia non era riuscita a completare a causa della mancanza di un ingrediente, così Crowley decide di procurarle l'essenza di Kraken, utile per ultimare l'incantesimo. Dean e Crowley vengono a conoscenza dell'ubicazione della lama e arrivati in Missouri si trovano di fronte al suo proprietario che, con costerno di Crowley, si scopre essere Caino, l'uomo mandato all'inferno da Dio dopo aver assassinato suo fratello Abele. Crowley, intimidito, invita Dean ad abbandonare la missione, rivelandogli che Caino era il re degli Omicidi, colui di cui ogni essere avrebbe dovuto avere paura. Ma Dean non si arrende e chiede a Caino di consegnargli l'arma. Tuttavia Caino non sembra incline ad ottemperare la sua richiesta, dicendogli di essersi ritirato dall'attività di assassino da molto tempo; inoltre dopo aver confessato di aver addestrato e poi ucciso i cavalieri infernali, invita Dean e Crowley ad andarsene. Intanto un demone al servizio di Abaddon segue Dean e Crowley, organizzando un agguato con una schiera di demoni. Mentre Crowley si nasconde, Dean riesce a sconfiggerli sotto gli occhi di Caino che poi racconta a Dean la vera storia dell'omicidio di suo fratello. Abele era diventato un burattino nelle mani di Lucifero, così lui aveva deciso di fare un patto con Lucifero: mandare suo fratello in Paradiso e lui sarebbe rimasto all'Inferno, ma per far ciò il fratello sarebbe dovuto morire per mano sua. Così aveva ucciso Abele ed era diventato uno spietato assassino. Era stato lui stesso a dare vita ai Cavalieri dell'Inferno e per secoli aveva seminato panico e discordia. Fino a quando un giorno non aveva deciso di abbandonare tutto per amore di una donna, Colette, che nonostante fosse a conoscenza della sua natura, lo aveva amato incondizionatamente. Ma i cavalieri gli si erano rivoltati contro, così nel 1863 a Jasper Spring li aveva uccisi tutti, fino ad arrivare a Colette che era stata posseduta da Abaddon e, nel tentativo di ucciderla, aveva ucciso sua moglie. Così prima di morire, sua moglie gli aveva fatto promettere di non cercare mai vendetta nei confronti di Abaddon. Caino confessa di aver buttato la Lama in fondo agli abissi dell'oceano, inoltre rivela che l'arma è inutile senza possedere il marchio di Caino, però, rendendosi conto dell'audacia e della tenacia di Dean, decide di aiutarlo e ha intenzione di trasferirgli il marchio. Dean accetta subito, ignorando quali condizioni potrebbe comportare. Tuttavia, prima di andare via, Caino fa promettere a Dean di usare la Lama per uccidere lo stesso Caino, il giorno in cui lui glielo chiederà. Nel frattempo tantissimi demoni stanno attaccando la casa Caino per uccidere Dean e Crowley, ma Caino li uccide tutti con i suoi straordinari poteri, permettendo a Dean e Crowley di scappare. I due se ne vanno, ma prima di mandare Crowley in esplorazione per cercare la lama, Dean gli rivela di essersi accorto di essere stato manipolato da Crowley stesso, perché il demone era a conoscenza del fatto che erano seguiti e aveva imbastito tutta quella scena affinché realmente Caino vedesse quanto Dean fosse il suo degno successore. Così Dean colpisce Crowley con un pugno e gli promette che, uccisa Abaddon, il prossimo della lista sarebbe stato lui. Intanto Castiel nel bunker è in procinto di ultimare la guarigione di Sam, quando ad un tratto si accorge che il cacciatore possiede dentro di sé ancora una parte della grazia di Gadreel. Così decidono di utilizzare la cosa a proprio vantaggio: estraendo la grazia avrebbero potuto fare un incantesimo per rintracciare Gadreel. Tuttavia l'estrazione si rivela dolorosa per Sam, inoltre Castiel si rende conto del fatto che dentro di sé gli è rimasto ancora un tratto di umanità che lo spinge a fermarsi rinunciando ad estrarre completamente la grazia, piuttosto che continuare ad arrecare dolore a Sam pur di raggiungere il suo scopo. Con la poca grazia estratta provano a fare l'incantesimo che però non funziona, ma Sam ringrazia comunque Castiel abbracciandolo, per essersi rivelato più umano di quanto avrebbe voluto.
- Supernatural Legend: Angeli, Demoni
- Guest star: Mark Sheppard (Crowley), Timothy Omundson (Caino), Rachel Hayward (Tara).
- Altri interpreti: Anna Galvin (Colette), Jason Cermak (Percy), Ryan Alexander McDonald (demone).
- Musiche: Just Another Night (Ian Hunter)
- Ascolti USA: 2 700 000 telespettatori[9]
- Note: Questo è stato l’episodio con più telespettatori dal 2010.

## Denti affilati
- Titolo originale: Sharp Teeth
- Diretto da: John Showalter
- Scritto da: Adam Glass

### Trama
Garth si ritrova in ospedale dopo essere stato investito da un tizio a Grantsburg nel Wisconsin, mentre cercava di uccidere una mucca. Sam e Dean vanno a trovarlo e, nonostante le loro tensioni personali, riescono a svegliarlo. Inizialmente disorientato, va subito in bagno a vomitare. Nel frattempo, Dean dà una breve spiegazione sul marchio ricevuto da Caino, Sam è visibilmente sorpreso venuto a sapere che suo fratello è andato a caccia con Crowley. Sam gli spiega che Castiel ha estratto la grazia di Gadreel (anche se omette il motivo).
Prima che possano andare oltre, si rendono conto che Garth ha lasciato l'ospedale. Dean è in grado di rintracciarlo e cerca di allontanare Sam dal caso in modo che possano rimanere in disparte, ma Sam insiste per venire con lui, per poi dividersi una volta che il caso è chiuso. Giunti a casa di Garth, puntando le pistole, lui sostiene di essere da solo. Nonostante ciò, vengono attaccati da una licantropa, Bess, rivelatasi poi la moglie di Garth. Il cacciatore rivela di essere stato morso da un lupo mannaro mesi prima e, vergognandosi del suo errore, non ha più contattato altri cacciatori. Prima che potesse uccidersi, Bess lo trovò e lo aiutò, insieme a tutta la sua famiglia di lupi mannari. Bess, essendo nata un lupo mannaro, non è pericolosa. Dean rimane scettico, e viene invitato a cena in famiglia Bess per convincerlo. Mentre Sam fa ricerca sulle uccisioni di bestiame in città, la famiglia di lupi mannari - composta dal reverendo Jim Meyers, la sua seconda moglie e i suoi cugini - sembra educata, ma Dean rimane sospettoso durante la cena.
Successivamente si confronta con i cugini, che sottilmente lo minacciano. Garth affronta subito Dean sulla sua scarsa fiducia, e Dean a sua volta si confronta con lui sulla sua scomparsa. Dean è arrabbiato con Garth perché se n'è andato mesi fa senza nemmeno avvisarli, e loro non avevano idea di cosa ne fosse stato di lui. Egli rivela la scomparsa di Kevin, e Garth addolorato, si scusa per non aver parlato con loro. Dopo l'incontro con lo sceriffo, Sam e Dean parlano dell'affidabilità della famiglia di Garth. Dean rimane sospettoso, mentre Sam è più disposto a credere che i lupi mannari sono buoni. Egli riceve una chiamata dallo sceriffo a proposito di un cervo morto, e i fratelli vanno sulla loro strada. A loro insaputa, anche lo sceriffo è un lupo mannaro e cerca di ucciderli, ma fanno giusto in tempo per ammazzarlo. Notando che lo sceriffo portava al collo una collana con un proiettile d'argento, Dean nota una scritta: Ragnarǫk. Come fece Garth con il suo pacchetto di proiettili (ricordando la loro vulnerabilità) va a ricercare Ragnarok presso la chiesa del reverendo mentre Sam va a recuperare Garth. Dean ricercando sul computer del reverendo, scopre i lupi mannari adorano Fenris, un dio lupo, e crede che quando arriverà Ragnarok, essi governeranno l'umanità. Nello stesso momento, Sam scopre che Garth e Bess sono stati rapiti, e lui stesso è stato catturato dai cugini licantropi. Dean affronta il reverendo, ma scopre che il suo proiettile non ha un'incisione. Si scopre che la matrigna Bess e le sue cugine sono seguaci di Fenris, e credono che i cacciatori e gli esseri umani, in generale, non possono vivere accanto a lupi mannari. Essi credono che sia meglio essere la specie dominante e hanno l'intenzione di uccidere Bess e Garth e i Winchester. In questo modo, il reverendo sarebbe più disposto a entrare nelle sue idee (come aveva già perdonato un cacciatore per aver ucciso la sua prima moglie, probabilmente non farebbe lo stesso una seconda volta). Mentre Garth lotta per liberarsi, la matrigna cerca di uccidere Bess, ma viene interrotta quando appare Dean, che riesce a uccidere un cugino, che nonostante abbia fatto cadere la pistola a Dean, viene ucciso da un pugnale. Dopo aver ripreso la pistola, lei e Dean prendono la mira ma lui spara prima, uccidendola. Mentre entrambi i fratelli sono pronti a partire ancora una volta, Dean spiega perché ha deciso di lasciare due settimane prima. Sente che la caccia è diventata difficile da gestire, poiché le cose sono cambiate. Sam dice che lui e Dean sono cambiati, non vedendo più le cose nello stesso modo: Sam ha parlato di quando fuori dalla chiusura della Porta dell'Inferno, Dean volevo dissuaderlo e di quando lo ha ingannato, permettendo Gadreel di usarlo, tutte le cose che erano senza dubbio dalla parte del torto. Dean cerca di sottolineare che sono una famiglia, ma Sam lo richiama, dicendo che non può semplicemente rimediare a tutto, solo perché sono una famiglia. Lui accetta di cacciare con Dean, anche se mette in chiaro che non si fida di lui.
- Supernatural Legend: licantropi
- Guest star: DJ Qualls (Garth Fitzgerald), Sarah Smyth (Bess Meyers), Tom Butler (Jim Meyers), Eve Gordon (Joy Meyers).
- Altri interpreti: Matt Hamilton (Sceriffo), Adam Lolacher (Russ), Peter Benson (Joba), Bill Croft (agricoltore).
- Musiche: Bringing in the Sheaves (The Mills Brothers)
- Citazioni: Quando Sam va in ospedale a trovare Garth, chiede di lui all'infermiera paragonandolo a Ichabod Crane, protagonista di La leggenda di Sleepy Hollow.
- Ascolti USA: 2 790 000 telespettatori[10]

## La cura miracolosa
- Titolo originale: The Purge
- Diretto da: Phil Sgriccia
- Scritto da: Eric Charmelo e Nicole Snyder

### Trama
Stillwater, Minnesota. In una gara di mangiatori di hot-dog, un uomo sovrappeso, Wayne McNut, risulta il vincitore, ma alla fine della gara viene aggredito e dopo esser stato ucciso il suo peso si è ridotto da 143 kg a ben 40 kg. Sam e Dean, decidono di indagare su questa strana morte, fingendosi agenti dell'FBI, e scoprono che McNut aveva un acerrimo nemico nelle sue gare, Jim Morgan. I due fratelli gli fanno visita e scoprono che la moglie è una Romanichal, una zingara gitana, che grazie ai suoi incantesimi è riuscita a cambiare le sorti della gara del marito. Quando lei scopre che i Winchester hanno preso la sua borsa Putsi (grazie alla quale fa i suoi incantesimi), li raggiunge al motel e racconta loro di come abbia manipolato la gara per far vincere Wayne McNut, di cui era innamorata, e dalla vincita ricavare i soldi necessari per divorziare e scappare con lui. Poco dopo avviene un'altra morte: in una palestra, una ragazza in procinto di sposarsi voleva dimagrire a tutti i costi, ma raggiunge il suo intento morendo, infatti viene prosciugata di circa 100 kg. Sul corpo della ragazza i due fratelli scoprono un angioma, che Sam crede essere un punto di aspirazione. A questo punto prendono una decisione: Sam cerca di scoprire qualcosa di più all'obitorio, mentre Dean interroga la personal trainer della palestra, Tawny, e scopre che ha lo stesso angioma della vittima. Dopo aver appurato che anche Wayne aveva un punto di aspirazione, vengono a sapere che esiste una società di fitness, la Canyon Valley, che promette riduzioni di peso eccellenti nel giro di poco tempo. Così, i due fratelli si fingono personal trainer, ma in fase di colloquio a Dean viene affidato il ruolo di inserviente. Sam, alla sua prima giornata di istruttore, scopre che tutti i clienti della Canyon Valley hanno un punto di aspirazione; intanto Dean, lavorando in cucina, nota che ai clienti viene concesso un budino speciale e dopo averne rubato uno scopre che contiene una sorta di sonnifero e chiede aiuto al fratello. Sam va dal cuoco per farsi dire cosa ha messo nel budino, ma lui gli mostra che sono solo integratori. Appena Dean si riprende, realizza che la sostanza è una droga che serve a intorpidire le persone. Tramite lo sceriffo di Stillwater, Donna Hanscum, anche lei cliente alla Canyon Valley, Sam e Dean scoprono che i clienti dimagriscono grazie alla coppettazione, un trattamento speciale prima del quale i clienti mangiano budino. Intanto i proprietari della Canyon Valley, Maritza e Larry, vengono a sapere che Sam e Dean sono cacciatori e che stanno indagando sulla morte di Wayne McNut, loro ex cliente. Mentre Maritza elimina le prove, Dean la coglie in flagrante e da lei apprende che loro sono dei parassiti, i Pishtachi, i quali devono mangiare grasso per poter sopravvivere, e secondo lei il responsabile della morte è suo fratello, Alonso, che ha ucciso Larry dopo aver ricevuto delle minacce. Maritza, infatti, spiega ai fratelli che Alonso succhiava troppo grasso alle persone e l'ha costretto a lavorare in cucina, riservandogli solo un barattolo di grasso. Sam e Dean vanno nel seminterrato e si dividono per cercare Alonso; Sam viene aggredito, ma Dean interviene in suo soccorso. Infine Sam e Dean decidono di non uccidere Maritza, credendo che una convivenza fra umani e mostri è possibile. Alla fine della giornata, Dean rivela a Sam che non si pente delle azioni fatte, ma il fratello gli spiega che il problema sta nel fatto che Dean crede di fare le cose giuste perché si autoconvince che sia così. Il fratello ribatte che, nonostante tutto, Sam è ancora vivo. Tuttavia Sam è convinto che Dean abbia salvato il fratello non per amore verso di lui, ma per paura di sentirsi solo e confessa che non avrebbe salvato il fratello, se fosse capitato a lui.
- Supernatural Legend: Pishtachi
- Guest star: Brianna Buckmaster (Sceriffo Donna Hanscum), Anabelle Acosta (Maritza), Kurtis Maguire ("Slim" Jim Morgan)
- Musiche: Up Where We Belong (Joe Cocker & Jennifer Warnes)
- Ascolti USA: 2 460 000 telespettatori[11]

## Prigionieri
- Titolo originale: Captives
- Diretto da: Jerry Wanek
- Scritto da: Robert Berens

### Trama
Nel bunker degli Uomini di Lettere, Dean e Sam sentono una strana presenza e scoprono che si tratta dello spirito di Kevin. Dean cerca di comunicare con lui mostrandosi dispiaciuto per la sua morte visto che si sente responsabile di tutto, Kevin si manifesta davanti ai due cacciatori dicendo loro che è intrappolato nel velo perché l'accesso al Paradiso è diventato più difficile dopo la caduta degli angeli. Lo spirito del profeta rivela che la madre, Linda Tran, è ancora viva e che per trovarla devono comunicare con lo spirito di una certa Candy, morta a Wichita in Kansas. Nel frattempo Castiel trova un angelo, Elia, al funerale di una donna, che era il tramite di un altro angelo, Rebecca, una vecchia amica di Metatron. Castiel chiede all'angelo se Rebecca sapesse come raggiungere Metatron ma lui risponde che i due non si tenevano in contatto già da molto, inoltre rivela che Rebecca è morta per mano di Bartolomeo perché aveva messo in piedi un ordine angelico noto come i "Penitenti", cioè angeli che vivevano umilmente sulla Terra. I Winchester arrivano a Wichita e comunicano con lo spirito di Candy che dice loro che la madre di Kevin era, come lei, segregata da Crowley, e racconta ai due che a ucciderla è stato il demone carceriere che lavorava per Crowley. Da alcuni indizi i due fratelli capiscono che Crowley aveva segregato la ragazza, insieme alla signora Tran, in un magazzino e dopo averlo trovato incontrano il custode che decide di aiutarli. Dean e Sam si separano: Dean viene aggredito dal custode che si rivela essere il demone carceriere di Crowley, colui che ha ucciso Candy. Sam trova Linda e la porta in salvo, poi giunge in soccorso di Dean mettendo il demone fuori gioco, infine Linda uccide il demone con il coltello antidemoni dei Winchester dopo aver appreso la morte del figlio. Intanto gli angeli al servizio di Bartolomeo catturano Castiel e obbligano quest'ultimo a seguirlo nel quartier generale di Bartolomeo; arrivati sul posto Bartolomeo accoglie Castiel con tutti i riguardi visto che i due erano amici e lottavano insieme contro l'arcangelo Raffaele. Infatti Bartolomeo vuole convincerlo ad allearsi con lui per sconfiggere Metatron, rivelandogli di aver scoperto che il nemico è sceso sulla Terra in alcune occasioni. Castiel chiede a Bartolomeo perché vuole uccidere i Penitenti, come Rebecca, e lui risponde che preferisce distruggere sul nascere quella che potrebbe diventare una fazione molto potente e incontrollabile, inoltre cattura Elia e obbliga l'amico a ucciderlo per dimostrargli di essere degno di lavorare al suo fianco, altrimenti sarà lui a morire. Castiel si rifiuta di farlo, così Bartolomeo uccide l'angelo inerme, poi affronta Castiel ma finisce col perire. Tornati al bunker, la madre di Kevin rivela a Dean che lo spirito del figlio potrebbe essere vincolato all'anello del padre; inoltre finché non potrà raggiungere il Paradiso lo spirito del ragazzo potrà restare al fianco della madre. Castiel di fronte alla tomba di Rebecca viene raggiunto dai seguaci del defunto Bartolomeo, e dicono all'angelo che ammirano il suo coraggio e che vogliono seguirlo.
- Supernatural Legend: Fantasmi, Angeli, Demoni
- Guest star: Osric Chau (Kevin Tran), Lauren Tom (Linda Tran), Adam Harrington (Bartolomeo), Lina Roessler (Candy), James Immekus (demone), Dustin Schwartz (angelo penitente)
- Musiche: Lonely Is the Night (Billy Squier)
- Ascolti USA: 2 120 000 telespettatori[12]

## L'uomo ombra
- Titolo originale: Thinman
- Diretto da: Jeannot Szwarc
- Scritto da: Jenny Klein

### Trama
Springdale, Washington. Una ragazza, Casey, è nella sua camera e, mentre si fa degli autoscatti con il cellulare, nota che nelle sue foto c'è una presenza sospetta. La ragazza si nasconde, ma appena chiama i soccorsi viene uccisa. Appresa la notizia, Dean propone a Sam di indagare insieme al caso. Arrivati a Washington, parlano con la mamma della vittima, Betty, la quale dice loro di aver parlato con una vecchia conoscenza dei Winchester, i Ghostfacers, che le avevano consigliato di "disinfestare" la casa prima di metterla in vendita. I due fratelli vanno a parlare con Ed e Harry e chiedono loro di allontanarsi dalla città e lasciare a loro il caso, ma i ragazzi rifiutano. I due fratelli scoprono che i Ghostfacers stanno dando la caccia all'Uomo Ombra: una leggenda nata su internet dopo i vari avvistamenti, con tanto di fotografie. I Winchester si recano allora alla stazione di polizia di Washington per avere delle informazioni in più sull'omicidio di Casey e scoprono che la foto scattata dalla ragazza prima di morire è stata postata su internet 2 ore dopo la sua morte. Sam nota che tutte le foto dell'uomo ombra sono palesemente false, fatta eccezione per quella scattata da Casey; inoltre il vice sceriffo Norwood gli dice che tempo prima sono passati due tizi facendo un sacco di domande sull'omicidio dicendo che potevano essere d'aiuto e che i due hanno lasciato un libro che parla dell'Uomo Ombra. Nella notte avviene un altro omicidio in un locale appena chiuso e le telecamere riprendono l'Uomo Ombra. Il giorno seguente Sam e Dean si recano sul luogo dell'omicidio ma vengono preceduti dai Ghostfacers, e i due fratelli ancora una volta li invitano ad andarsene. Usciti dal luogo dell'omicidio, Harry si vuole fermare in un bosco per filmare la presenza dell'Uomo Ombra ma Ed non è d'accordo e preferisce lasciare il lavoro ai Winchester. Ed lascia Harry nel bosco, corre dai fratelli per avvertirli e rivela loro che è stato lui a inventare l'Uomo Ombra, ritoccando la prima foto postata su Internet e rendendola virale. Sam e Dean fanno capire a Ed che Harry è in pericolo e insieme lo vanno a cercare, lo trovano ferito ma vivo. Infatti l'Uomo Ombra, che adesso è tutto tranne che una finzione, ha aggredito Harry, il quale però si è messo in salvo. Una volta tornati al motel, Ed spiega come sono andate le cose: i Ghostfacers si stavano lentamente sciogliendo, infatti Harry stava valutando l'idea di dedicarsi alla sua vita di coppia, quindi Ed, per riaccendere in Harry la passione per l'occulto, creò il fittizio Uomo Ombra, per continuare la loro caccia. Harry si arrabbia molto perché per dare la caccia a qualcosa che nemmeno esiste lui ha lasciato la sua fidanzata, nonostante avessero in programma di sposarsi, e ora lei frequenta un altro uomo. Nel frattempo Dean dice a Sam che hanno rintracciato la macchina parcheggiata nel bosco, e riconduce a un uomo che lavora come vigilante notturno in un mulino a nord della città e si recano lì, ma la loro conversazione viene ascoltata da Ed che decide di seguirli. Una volta arrivati vengono accolti dal vice sceriffo Norwood della centrale di polizia di Washington, il quale, appena i due fratelli entrano nel mulino, li stordisce con dei taser elettrici. Al loro risveglio Sam e Dean si trovano legati e Norwood sta allestendo una specie di set con tanto di luci e videocamere, i due fratelli capiscono che l'agente è coinvolto in tutta la faccenda insieme al cameriere del locale dove è stato ucciso il proprietario, Roger. I due criminali, stufi di essere considerati due perdenti, avevano deciso di uccidere le persone dalle quali si sentivano umiliate assumendo l'identità dell'Uomo Ombra, il quale era diventato famoso grazie all'aiuto di Ed; ma il vero assassino è Roger: ha ucciso Casey perché non voleva uscire con lui, inoltre ha ucciso il suo capo perché lo trattava male e anche lo sceriffo, che Norwood non sopportava. Nel frattempo Ed e Harry arrivano sul posto per aiutare i Winchester ma vengono catturati, mentre Sam e Dean riescono a liberarsi. Dean uccide Roger, mentre Harry uccide Norwood. Alla fine Dean sistema i due corpi, in questo modo tutti penseranno che Norwood e Roger si sono uccisi a vicenda. Purtroppo Harry non riesce a perdonare Ed per tutte le sue menzogne e manipolazioni, perché per soddisfare il suo egoistico desiderio di non sciogliere i Ghostfacers ha impedito a Harry di costruirsi una vita. Inoltre è stato Ed a ispirare quei due assassini a compiere quegli omicidi creando la leggenda dell'Uomo Ombra, per non parlare del fatto che ora Harry, sempre per colpa di Ed, è diventato un assassino. Le strade di Ed e Harry si dividono, quest'ultimo si fa dare un passaggio dai fratelli Winchester, i quali riflettono sul loro complicato rapporto.
- Guest star: A. J. Buckley (Ed Zeddmore), Travis Wester (Harry Spangler), Nicholas Carella (Tom Norwood), Giovanni Mocibob (Roger)
- Musiche: This House Is A Hotel (The Wind and The Wave), Ghostfacers Theme (The CW)
- Citazioni: quando Dean dice ai Ghostfacers di andare via, chiama il loro furgone "Mystery Machine", come il furgone dei protagonisti di Scooby-Doo.
- Nota: questo è l'unico episodio della stagione in cui non compaiono creature soprannaturali.

## Cacciatori di tesori
- Titolo originale: Blade Runners
- Diretto da: Serge Ladouceur
- Scritto da: Brad Buckner e Eugenie Ross-Leming

### Trama
Dean sta tentando di mettersi in contatto con Crowley, sparito da settimane dopo avergli promesso che avrebbe recuperato la Prima Lama gettata nel più profondo degli oceani da Caino. Intanto Crowley sta passando il suo tempo con Lola, la sua demone da compagnia, che gli procura anche il sangue umano dal quale lui ha sviluppato una dipendenza. In realtà Lola è una serva di Abaddon e, all'insaputa di Crowley, le fa rapporto dei comportamenti del demone e le riferisce che quest'ultimo riceve continue chiamate dai Winchester che sono alla ricerca della Prima Lama.
Sam e Dean evocano un demone degli incroci per avere qualche informazione su Crowley, ma neanche la demone sa che fine abbia fatto il Re degli Inferi e quindi alla fine dell'incontro la esorcizzano.
Nel frattempo Crowley capisce il doppio gioco di Lola e la uccide, poi chiama i Winchester ai quali chiede aiuto e i due fratelli capiscono che il Re dell'Inferno non è in ottima forma. Sam e Dean capiscono che Crowley ha sviluppato una dipendenza dal sangue umano, che risveglia il lato emotivo del demone, e che nei momenti di stato confusionario probabilmente ha rivelato a Lola di essere alla ricerca della Prima Lama, così decidono di segregarlo di nuovo nel bunker. Crowley rivela ai ragazzi che dopo aver visitato la Fossa delle Marianne, nel punto indicato da Caino, la Prima Lama non c'era perché è stata prelevata da qualcun altro fino ad arrivare nelle mani dei pirati. Crowley allora li conduce ad un incontro con un rivenditore, André Develin, che si pensa sia in possesso della Lama, ma lui dice di lavorare solo come mediatore. Quindi lo spirito demoniaco di Crowley prende possesso del suo corpo e scopre che l'oggetto si trova al dipartimento nazionale delle antichità.
Nel frattempo, due guardie giudiziarie che lavorano al dipartimento vengono posseduti da due demoni, e cercano la Prima Lama nell'edificio, senza trovarla. Poi si sparano a vicenda e abbandonano i corpi, le due guardie poi muoiono a causa delle ferite d'armi da fuoco. Quando Dean e Sam arrivano sul luogo ipotizzano che dietro tutto questo ci sia Abaddon. Una dipendente del dipartimento di antichità, la dottoressa McElroy, ammette di aver venduto illegalmente la Prima Lama, questo spiega perché i demoni non l'abbiano trovata, infatti lei, pensando che ci sarebbe voluto troppo tempo per autenticarla, ha preferito venderla a un privato, di nome Magnus. Sam dice al fratello che Magnus è un nome che veniva spesso dato agli Uomini di Lettere. Quindi tornano nel bunker per chiedere aiuto a Crowley, il quale vuole un po' di libertà in cambio del suo aiuto ai ragazzi, per capire chi è sfuggito al massacro degli Uomini di Lettere del 1958 che potrebbe avere notizie sulla lama. Crowley dice ai due che si tratta di un membro degli Uomini di Lettere a cui lui in passato diede la caccia, i due fratelli lo cercano negli archivi dei membri che vennero cacciati e scoprono che si tratta di Cuthbert Sinclair, un esperto di stregoneria, espulso nel 1956 perché considerato da tutti un eccentrico megalomane.
Crowley accompagna i ragazzi nel luogo dove lo cercò l'ultima volta senza trovarlo, infatti Dean e Sam sono sicuri che è lì, ma che sia ben nascosto. Quando Dean e Sam si annunciano come discendenti degli Uomini di Lettere, davanti a loro appare un portale e i Winchester vengono catapultati a casa di Sinclair, che si rivela essere un collezionista di creature e oggetti soprannaturali. L'uomo confessa ai due che Henry Winchester era un suo discepolo e poi mostra la Lama. Ma appena Sinclair scopre che Dean ha il marchio di Caino, fa un incantesimo per cacciare Sam dalla sua casa e intrappola Dean. Sinclair propone a Dean di trasferirgli il marchio di Caino in cambio dell'incantesimo di eterna giovinezza, ma il cacciatore rifiuta. Sinclair non si arrende e fa un incantesimo per indebolire la volontà di Dean affinché gli ceda il marchio
Nel frattempo Sam, con l'aiuto di Crowley, fa un incantesimo per rientrare nella casa di Sinclair ma stavolta portan con sé anche il demone. Mentre Sam distrae Sinclair, Crowley libera Dean il quale, impugnando la Prima Lama, decapita Sinclair; Sam nota che suo fratello per un momento aveva perso il controllo di sé, come se la Lama e il marchio influenzassero la sua mente. Dean, Sam e Crowley tornano sul luogo dell'evocazione e trovano l'Impala saccheggiata dai demoni, inoltre hanno graffiato la carrozzeria dell'auto con dei simboli in enochiano che significano "Abbi paura. La tua regina", riferito a Crowley.
Ora che i cacciatori hanno la Lama, Sam vorrebbe uccidere Crowley perché non è più utile ma il demone immobilizza i due, ruba la lama e dice loro che la restituirà solo quando loro avranno catturato Abaddon.
- Supernatural Legend: Demoni, Stregoneria
- Guest star: Mark Sheppard (Crowley), Nicole Polizzi (sé stessa/demone degli incroci), Kavan Smith (Cuthbert Sinclair), Rebecca Marshall (Lola)
- Musiche: Heroin (The Velvet Underground)
- Ascolti USA: 1 860 000 telespettatori[13]

## Anime perdute
- Titolo originale: Mother's Little Helper
- Diretto da: Misha Collins
- Scritto da: Adam Glass

### Trama
A Milton, Illinois, una maestra elementare, Karen, dopo essere tornata a casa, uccide violentemente il marito, dopo un banale litigio. Sam, dopo aver chiesto a Dean se vuole andare a caccia con lui, alla risposta negativa di quest'ultimo che vuole a tutti i costi trovare Abaddon, raggiunge il luogo dell'assassinio. Arrivato al Dipartimento di Polizia di Milton e, dopo aver chiesto di parlare con la moglie della vittima, Sam scopre che questa si è suicidata in cella dopo aver scritto con il suo sangue dei messaggi di odio sulle pareti.
Intanto Dean ripensa a quando Caino gli aveva passato il marchio, ignorando "il grande fardello" dal quale era stato messo in guardia. Quella stessa notte a Milton, un ragazzo, Billy, dopo aver chiesto un passaggio a un conoscente, il signor Richie, viene attaccato da quest'ultimo. Billy arriva in una tavola calda, in cui siede lo stesso Sam, assumendo un comportamento particolarmente aggressivo. Dopo aver aggredito la cameriera, Billy viene portato in cella, dove Sam scopre che diverse persone della città sono state attaccate da una sorta di malattia che li trasforma da buoni e rispettabili cittadini che erano in persone aggressive e pericolose. Accertatosi che non si tratta di demoni, Sam parla con Billy che gli rivela di essere libero e di agire senza un perché. Sam chiama Dean per informarlo degli ultimi avvenimenti e capisce che il comportamento quasi primordiale di quelle persone poteva essere causato dalla mancanza della loro anima. Sam chiede l'aiuto di Dean in questa faccenda ma Dean afferma che Abaddon è molto vicina, dunque preferisce cercare il Cavaliere dell'Inferno. In realtà Dean mente perché con lui c'è Crowley. Assieme, i due parlano in un bar, riguardo ad Abaddon e anche riguardo all'effetto che la Prima Lama ha su Dean, dando una sensazione di potere. Dean nota la presenza di un cacciatore, Jake, che è al bar con l'obiettivo di uccidere Crowley, ma Dean lo sprona a rinunciare perché non avrebbe nessuna possibilità di sconfiggerlo. In realtà quello era un demone di Crowley, quest'ultimo voleva infatti mettere Dean alla prova, affermando che ormai lui e il cacciatore sono amici, e che Dean adesso è pronto per adempiere al suo compito. Sam, ancora al Dipartimento di Polizia, ascolta una donna anziana, Julia Wilkinson, avvertire un poliziotto che quello con cui hanno a che fare sono demoni. Allora, la raggiunge e si fa raccontare come sappia dei demoni. La donna racconta che gli Uomini di Lettere erano venuti a Milton nel 1958 (prima del noto massacro del medesimo anno); rispettivamente Henry Winchester e Josie Sands, la donna ora impossessata da Abaddon, arrivati nel convento di San Bonaventura (in cui in passato Julia era suora) per indagare sulla morte di due donne uccise dalla suora Mary-Catherine, poi suicidatasi. Dopo essere stata catturata da un demone, assieme ad altre persone, Julia assiste all'intervento di Henry e Josie che, però, hanno la peggio. Si scopre che uno di quei demoni lì presenti era Abaddon che, bisognosa di un altro corpo, decide di scegliere quello di Henry. Ma Josie, dato che era segretamente innamorata (non corrisposta) di Henry, decide di sacrificarsi donandosi ad Abaddon che prende il pieno controllo della ragazza. Al suo risveglio, Henry non sa che Abaddon si è impossessata della sua amica, quindi, assieme lasciano il convento, sapendo che i demoni che vi si trovavano erano stati sconfitti. Julia, conoscendo il segreto di Abaddon, viene costretta a non rivelarlo e, così facendo, Henry non avrebbe saputo del demone che era entrato in Josie, dopodiché Julia smise di fare la suora per via della vergogna conseguente a tale silenzio. Nel presente, Julia afferma che quello che era accaduto nel 1958 stava riaccadendo nel presente e che, qualsiasi cosa stavano facendo nel convento di San Bonaventura quei demoni, non era idilliaco. Sam raggiunge il convento trovando, chiusi in barattoli, le anime delle persone che sembravano impazzite nella cittadina. Sam capisce che il demone che le aveva rubate, il quale lavorava per conto di Abaddon assieme a molti altri demoni sparsi in diverse parti del mondo, sta reclutando anime per portarle all'Inferno e riconvertirle in demoni. Sam affronta il demone del tramite di suora Agnese, il quale inizialmente ha la meglio, però poi Sam gli fa ascoltare dalla registrazione del cellulare la formula per l'esorcismo, indebolendolo, infine lo elimina con il coltello antidemone di Ruby. Dopo la sconfitta del demone, le anime tornano nei corpi delle persone che riprendono la padronanza di sé. Sam torna a casa e, assieme a Dean, continua a fare ricerche su Abaddon che ora davvero rappresenta l'elemento più importante da sconfiggere dato che il Cavaliere vuole creare un esercito.
- Supernatural Legend: Angeli, Demoni
- Guest star: Mark Sheppard (Crowley), Alaina Huffman (Abaddon), Gil McKinney (Henry Winchester), Jenny O'Hara (Julia)
- Musiche: Grey Skies (Electric Banana), Love, Dance and Sing (Electric Banana), You're No Good (Linda Ronstadt )
- Ascolti USA: 2 250 000 telespettatori[14]

## Il nuovo leader
- Titolo originale: Meta Fiction
- Diretto da: Thomas J. Wright
- Scritto da: Robbie Thompson

### Trama
Metatron, rivolgendosi ai telespettatori, spiega cosa rende una storia interessante e annuncia che sta per raccontarne una. Castiel giunge in un edificio industriale abbandonato, dove si è appena concluso uno scontro tra angeli. Su una parete nota uno strano simbolo angelico e, dopo aver scattato una foto con il cellulare, osserva decine di angeli morti dinanzi al simbolo. Solo uno di essi è ancora in vita: si tratta di Hannah che spiega a Castiel che è stato Gadreel ad attirare gli angeli con quel simbolo che emanava un suono celestiale, per poi uccidere quelli contrari a unirsi a Metatron. Castiel informa i Winchester delle ultime novità, cioè che Gadreel lavora per Metatron e che quindi è stato lo scriba a ordinargli di uccidere Kevin. Si scopre che il simbolo angelico, fatto con piume di grifone e ossa di fata, è stato rinvenuto in diverse scene del crimine, con tanti cadaveri, dunque i tre decidono di darsi appuntamento su uno dei luoghi dove potrebbe avvenire il prossimo attacco. Mentre Castiel si appresta a lasciare la camera del motel, riceve la visita di Gabriele, che ha i poteri dimezzati a causa della caduta degli angeli, il quale gli chiede aiuto per sconfiggere Metatron. L'arcangelo aveva simulato la sua morte solo per potersi nascondere, ma appena ha scoperto che Metatron sta usando il richiamo del Corno di Gabriele per poter attirare gli angeli, vuole mettere in piedi un esercito per fermare lo scriba e ha intenzione di diventare il nuovo leader del Paradiso. Sam e Dean, sulle tracce di Gadreel si imbattono in una delle sue ultime vittime, un commerciante di articoli mistici con il quale Gadreel aveva ricreato il Corno di Gabriele e, seguendo le sue tracce, i due riescono a catturare l'angelo. Intanto Castiel e Gabriele, in viaggio per raggiungere i Winchester, discutono sul fatto che loro due sono diversi dagli altri angeli perché non sono intimoriti dalla libertà e dal libero arbitrio, poi si fermano in una stazione di servizio ma vengono raggiunti dai servitori di Metatron. L'arcangelo decide di tenerli occupati permettendo a Castiel di scappare dicendogli che deve diventare lui il nuovo leader del Paradiso, poi i due si abbracciano, ma Castiel capisce che quello che sta vivendo non è reale, come non lo è Gabriele, nonostante quest'ultimo gli rivela che non è davvero morto. Castiel si sveglia dinanzi a Metatron, il quale cerca di spiegargli il suo piano attraverso dei riferimenti che però l'angelo non comprende poiché non ha mai letto un romanzo o visto un film. Dopo avergli trasmesso con un tocco tutta la cultura letteraria e cinematografica esistente, gli dice che, nella storia che stanno vivendo, Castiel è l'antagonista mentre lui è l'eroe della vicenda. Metatron vuole che Castiel guidi Hannah, lasciata di proposito in vita, e tutti gli angeli che vogliono rivoltarsi contro di lui, per poi uccidere tutti, tranne Castiel, con la promessa che gli darà un posto di rilievo nel nuovo Paradiso. Nonostante Metatron affermi che, se avesse accettato, Castiel sarebbe potuto andare in Paradiso senza problemi, quest'ultimo rifiuta. Dean, intanto è alle prese con Gaadrel il quale stuzzica il maggiore dei Winchester affinché questo possa ucciderlo. Infatti l'angelo, essendo stato nella mente di Sam conosce le debolezze di entrambi, ma Dean capisce il suo gioco e lo lascia incatenato. Sam è alla ricerca di Castiel ma, non riuscendo a trovarlo, riceve la visita di Metatron che gli propone uno scambio: Gadreel per Castiel. Dopo che Dean riduce in fin di vita Gadreel, Sam informa il fratello del suo incontro con Metatron, preparando una trappola per catturarlo. All'incontro per lo scambio, però, tutte le trappole anti-angelo non hanno alcun effetto contro lo scriba di Dio che, infine, conclude la trattativa. I Winchester capiscono che la Tavola degli Angeli sta dando a Metatron un potere enorme, Dean è dell'opinione che l'unico modo per sconfiggerlo sarebbe quello di trovare una scappatoia per raggiungere il Paradiso e sconfiggere Metatron proprio lì. Castiel nota che Dean ha qualcosa di strano e, dopo aver scoperto che ha il Marchio di Caino, si lascia assicurare da Sam che quest'ultimo lo tenga sempre d'occhio. Metatron afferma che il coinvolgimento di Gadreel non era stato previsto ma che alla fine non era stato un problema grave. Castiel, tornato alla sua camera di motel in cui stava svolgendo le sue indagini, elimina tutti gli indizi che aveva e riproduce il Corno di Gabriele, richiamando decine di angeli, tra cui Hannah, pronti a seguirlo per la battaglia contro Metatron.
- Supernatural Legend: Angeli
- Guest star: Curtis Armstrong (Metatron), Tahmoh Penikett (Gadreel), Richard Speight Jr. (Gabriele/Trikster), Erica Carroll (Hannah)
- Musiche: The Sun Ain't Gonna Shine (Anymore) (Frankie Valli), Fanfare Rondeau (Jean-Joseph Mouret)
- Citazioni: Gabriele dice a Castiel di aver visto finalmente Downton Abbey; poco dopo, lo chiama "tenente Colombo". Metatron chiama Castiel "tenente Gregory", poi gli recita una citazione di Muriel Rukeyser. Parlando del piano per sconfiggere Metatron, Sam cita la Morte Nera e i Winchester rimangono sorpresi del fatto che Castiel abbia colto il riferimento a Guerre stellari.
- Ascolti USA: 1 600 000 telespettatori[15]

## Ricordi dolorosi
- Titolo originale: Alex Annie Alexis Ann
- Diretto da: Stefan Pleszczynski
- Scritto da: Robert Berens

### Trama
Una ragazza viene portata in una centrale di polizia e chiusa in una cella temporanea. La stessa sera, ella riceve la visita di un vampiro di nome Cody, ma viene prontamente salvata dallo sceriffo Jody Mills che lo decapita. La mattina dopo, Jody informa i fratelli Winchester dell'accaduto e i due accorrono in suo aiuto. Grazie all'analisi del DNA si scopre che la ragazza si chiama Annie Jones, nonostante lei dica di chiamarsi Alex, ed è stata rapita quando era una bambina. Durante l'interrogatorio, i due cacciatori capiscono che la giovane non è altro che una sacca di sangue ambulante per un gruppo di vampiri che lei crede essere la sua famiglia: essi infatti dopo il rapimento l'hanno accolta, le hanno offerto una casa e l'hanno nutrita per nove anni, senza trasformarla. Alex però è scappata e ora tutti i vampiri le stanno dando la caccia per riportarla a casa. Così Jody porta Alex in un rifugio nel bosco, mentre Dean e Sam cercano i vampiri. Quando i Winchester raggiungono il covo dei vampiri trovano uno di essi, Dale, il quale rivela loro che Alex veniva usata come esca per attirare al covo gli uomini che la ragazza adescava al bar, i quali volendo approfittare di lei la seguivano fino a casa. I vampiri scoprono che Alex è a Sioux Falls e, torturando un collega dello sceriffo, riescono a ritracciare la baita, quindi Jody è in pericolo. Dopo aver chiamato la loro amica, i Winchester si apprestano a raggiungerla, ma arrivano troppo tardi e trovano solo Jody, in quanto la ragazza è stata riportata a casa dai vampiri e dalla loro Madre. Alex discute con la Madre e dice di essere scappata perché si sentiva in colpa per tutte le persone che sono state uccise dalla sua "famiglia", il cui sangue ricade anche sulle sue mani. La Madre allora, si assume la colpa di tutto, dicendo alla ragazza che i sensi di colpa che prova sono causati dalla sua natura umana e che avrebbe dovuto trasformarla in vampiro anni prima. Nel frattempo Jody e i Winchester discutono poiché mentre lo sceriffo vuole andare a salvare la ragazza, i ragazzi non credono che meriti di essere salvata in quanto complice dei vampiri. Si recano così al rifugio dei vampiri per ucciderli e per salvare Alex, anche se Dean ribadisce a Jody che la priorità è ripulire il covo e che la ragazza viene dopo. Nel rifugio, Jody trova Alex, la quale però ha bevuto il sangue della Madre e ha quindi iniziato la trasformazione in vampiro, e mentre cerca di portarla via viene attaccata dalla Madre e sviene. Sam e Dean vengono attaccati dagli altri vampiri: Dean perde conoscenza, mentre Sam viene legato e dissanguato. Jody si risveglia legata, mentre la Madre invita Alex a nutrirsi dello sceriffo per completare la sua trasformazione, ma la ragazza si rifiuta. Jody capisce che l'istinto materno che il vampiro nutre nei confronti della ragazza, compreso il fatto che le abbia cambiato nome, è dovuto al fatto che la Madre aveva perso la sua vera figlia (che si chiamava Alex) e che ha scelto Annie come sostituta. Il vampiro attacca lo sceriffo ma, prima di darle il colpo di grazia, viene fermata da Alex che le inietta una siringa contenente del sangue di umano morto, indebolendola, infine Jody la decapita. I vampiri, intanto, cercano di scoprire chi dei due fratelli abbia ucciso Dale e, quando capiscono che si tratta di Dean, decidono di ucciderlo. Ma Dean li sorprende, riuscendo ad ucciderli tutti e mostrando anche del piacere nel farlo, lasciando Sam turbato. Jody decide di tenere Alex sotto la sua custodia alla baita, mentre conclude la trasformazione che le consente di ritornare completamente umana. Sam e Dean, prima di ripartire, discutono su come il maggiore dei Winchester abbia ucciso i vampiri nel rifugio con molto piacere, quasi con divertimento, ma Dean si giustifica dicendo che il loro lavoro è difficile e che dunque non c'è nulla di male se qualche volta si diverte. Sam capisce che il marchio di Caino sta influenzando negativamente suo fratello.
- Supernatural Legend: Vampiri
- Guest star: Kim Rhodes (sceriffo Jody Mills), Katherine Ramdeen (Alex/Annie), Reilly Dolman (Connor), Ashley Crow (Madre), Greyston Holt (Dale), Jarrett Knowles (Cody)
- Musiche: If You Wanna Get to Heaven (The Ozark Mountain Daredevils)
- Ascolti USA: 2 170 000 telespettatori[16]

## Linee di sangue
- Titolo originale: Bloodlines
- Diretto da: Robert Singer
- Scritto da: Andrew Dabb

### Trama
A Chicago, il giovane Ennis invita la sua ragazza Tamara a cena in un lussuoso ristorante per chiederle di sposarlo. Nel locale arriva Sal Lassiter, che interrompe la conversazione tra Ennis e l'addetto alle prenotazioni e viene accompagnato da quest'ultimo in una stanza segreta del locale, ma non prima che Ennis possa vedere Sal riflesso nello specchio, mostrando che si tratta di una creatura mostruosa. La stanza si rivela essere una sorta di privé per creature sovrannaturali, dove Sal Lassiter, che si scopre essere un mutaforma, incontra e litiga con Julian Duval, un licantropo. Duval lascia il locale e poco dopo arriva una creatura misteriosa che comincia ad uccidere tutti i presenti. Nel frattempo Ennis lascia il locale con Tamara a causa del trattamento ricevuto, ma mentre mostra alla ragazza l'anello di fidanzamento, va loro incontro Sal Lassiter, che gravemente ferito è riuscito a scappare dal locale. Viene però raggiunto dalla creatura che lo uccide, ma sfortunatamente Tamara si trovava in mezzo e resta uccisa anch'essa, davanti agli occhi di Ennis. Poco prima di morire, però, Sal riesce a dire solo poche parole: "Dì a David che mi dispiace, non avevo altra scelta". Il giorno dopo, Sam e Dean arrivano alla centrale di polizia e ascoltano il resoconto della serata precedente di Ennis, che racconta di avere visto la strana creatura, dotata di artigli, uccidere l'uomo. Nel frattempo David Lassiter, fratello di Sal e anch'egli mutaforma, fa ritorno a Chicago, dopo aver ricevuto dalla sorella Margo la notizia della morte di Sal: Margo è convinta che dietro la morte del fratello ci sia Duval ed è pronta a scatenare una guerra contro la famiglia di licantropi, ma David vuole prima indagare per esserne sicuro. Ennis, poiché non viene creduto dalla polizia, inizia ad indagare per farsi giustizia da solo, essendo sicuro di ciò che ha visto, e raggiunge il locale in cui è avvenuto l'assassinio. Qui viene attaccato da un vampiro ma viene prontamente salvato dall'intervento di Sam e Dean che, alla fine, raccontano la verità al ragazzo riguardo al loro lavoro da cacciatori e all'esistenza di creature sovrannaturali. Ennis, tornato a casa, riceve la visita di un poliziotto, Freddie Costa, vecchio amico del padre deceduto del ragazzo, ma grazie ad un trabocchetto intuisce che l'uomo non è chi dice di essere e controllando attraverso la fotocamera del cellulare scopre che si tratta di un mutaforma. Così, armato di pistola, Ennis aggredisce il mutaforma, ovvero David Lassiter, che sta indagando sulla morte del fratello; David percepisce la presenza di argento sulla giacca che Ennis indossava la sera in cui è stato attaccato dalla creatura, a conferma che non può essere stato Julian Duval; racconta inoltre al ragazzo che Chicago è in realtà controllata da 5 famiglie di creature sovrannaturali. David raggiunge la dimora Duval per incontrare Violet, sua ex ragazza e sorella di Julian, per cercare di convincere Julian a trovare un accordo con Margo ed evitare che scoppi la guerra tra creature sovrannaturali. Entrambi però vengono attaccati dalla misteriosa creatura, che riesce a catturare Violet, mentre David viene salvato da Ennis che spara alla creatura con la pistola del padre, carica di proiettili d'argento. Sam e Dean sentono gli spari e raggiungono David ed Ennis; tracciando il cellulare della ragazza riescono ad arrivare al luogo in cui viene tenuta prigioniera. Violet, incatenata ad un palo, scopre che la creatura che l'ha catturata non è soprannaturale, ma un semplice uomo, Irv, che vuole vendicare la morte del figlio avvenuta per mano di Sal Lassiter e Julian Duval. Lo scopo di Irv è quello di far scoppiare la guerra tra le creature per far sì che si uccidano tra di loro, ma Violet cerca di fargli cambiare idea, dicendogli che se la guerra scoppiasse, ci sarebbero molte vittime innocenti, tra cui bambini come suo figlio. Ma egli non cambia idea e riesce a catturare anche David. Mentre Irv tortura David, Violet riesce a liberarsi sfruttando i suoi poteri di licantropo e attacca l'uomo. Appena sta per ucciderlo, David si libera e la ferma. Sam, Dean ed Ennis li raggiungono: l'uomo riconosce Ennis e si scusa per la morte della ragazza, chiedendogli di capire che l'ha fatto perché doveva uccidere quei "mostri". Ennis però dice di vedere un solo mostro nella stanza, e spara all'uomo. Mentre sta accompagnando Violet alla dimora Duval, David dice alla ragazza le ultime parole a lui rivolte del fratello in punto di morte. David non sa a cosa si riferisse il fratello ma Violet sì: anni prima, David e Violet, volevano lasciare Chicago e le loro famiglie per poter andare lontano e vivere una vita più umana possibile. Violet, arrivata alla stazione ferroviaria, viene fermata da Sal, che le spiega che se entrambi avessero lasciato la città, le loro famiglie si sarebbero uccise a vicenda. Così, Violet lasciò la stazione prima che David arrivasse, lasciando credere al ragazzo che non volesse più fuggire con lui, nonostante invece l'amore provato dalla ragazza. Nonostante tutto, però, Violet non svela il segreto a David, e dopo un ultimo bacio la ragazza entra in casa. Sam e Dean accompagnano Ennis a casa e cercano di convincerlo a non intraprendere il mestiere di cacciatore, perché non riuscirebbe più ad uscirne. Nel frattempo Dean riceve una chiamata da Castiel, che li avvisa di avere una pista su Metatron. I due sono quindi costretti a lasciare Chicago, nonostante tutte le creature che ancora si trovano lì, e promettono ad Ennis che manderanno altri cacciatori professionisti ad occuparsi della cosa. Nella casa dei Lassiter David parla con suo padre, che è in pessime condizioni di salute: l'anziano gli dice che deve fermare sua sorella, che vuole la guerra a tutti i costi. Così David, tornato a casa, annuncia a sua sorella Margo che non ha più intenzione di andarsene, ma vuole restare e tornare a far parte della famiglia. Tutti sembrano piuttosto contenti, tranne Margo che mostra al fratello un falso sorriso. Ennis, nel rifugio dell'uomo che aveva ucciso la sua ragazza, inizia a fare delle ricerche sulle creature soprannaturali, andando contro il consiglio dei Winchester, perché ora sente che questa è la sua battaglia. Poi riceve una telefonata da parte di un uomo che lo avvisa di non intromettersi in queste faccende. Ennis riconosce in quella voce, quella del padre creduto finora deceduto.
- Supernatural Legend: Licantropi, Mutaforma, Vampiri
- Guest star: Lucien Laviscount (Ennis Ross), Nathaniel Buzolic (David Lassiter), Sean Faris (Julian Duval), Melissa Roxburgh (Violet Durant), Danielle Savre (Margo Lassiter), Stephen Martines (Freddie Costa), Bryce Johnson (Sal Lassiter), Erinn Westbrook (Tamara)
- Musiche: Little Black Submarines (The Black Keys), Looking Glass / Pettibon (ERAAS)
- Note: questo è il backdoor pilot del mancato spin-off della serie, Supernatural: Bloodlines.
- Ascolti USA: 2 130 000 telespettatori[17]

## Il re dei dannati
- Titolo originale: King of the Damned
- Diretto da: P.J. Pesce
- Scritto da: Brad Buckner e Eugenie Ross-Leming

### Trama
Abaddon torna indietro nel tempo, a Leith, nella Scozia del 1723, e rapisce un giovane ragazzo, prima che questo si imbarchi su una nave che lo porterebbe in America. Nel presente un angelo, Ezra, in un bar si vanta con altri angeli di essere stato scelto da Metatron per una missione, ma viene sentito e poi rapito da due angeli al servizio di Castiel che lo portano nel loro quartier generale. Qui Castiel e molti altri angeli preparano la strategia da adottare per sconfiggere Metatron. Castiel invita Sam e Dean al quartier generale per interrogare Ezra; durante l'interrogatorio l'angelo, restio a parlare, rivela molte informazioni utili cadendo in un tranello dei due fratelli, tra cui il fatto che esiste un modo per raggiungere il Paradiso, anche se le porte sono chiuse, ovvero usando un "passaggio mobile privato", cioè una porta che solo Metatron sa dove si trovi e che cambia continuamente localizzazione. L'angelo viene poi ritrovato morto nella stanza degli interrogatori e quindi capiscono che tra gli angeli di Castiel c'è un traditore. Intanto a Cleveland, Ohio, Crowley tiene una riunione con un gruppo di demoni, un tempo suoi fidati, informandoli che il loro re è pronto a riprendere il suo ruolo e invitandoli a spargere la voce. I demoni però lo hanno tradito, in quanto ora sono seguaci di Abaddon, che raggiunge Crowley alla riunione. Abaddon tuttavia non vuole uccidere Crowley, ma sfruttarlo per eliminare i Winchester: il Cavaliere infatti è venuto a conoscenza che Dean ha la Prima Lama e ha bisogno di Crowley per attirare i due in una trappola. Crowley rifiuta, pur sapendo che i fratelli hanno intenzione di usare la Lama anche su di lui dopo che avranno ucciso Abaddon. Quest'ultima allora cerca di convincerlo prendendo in ostaggio Gavin, il ragazzo che lei ha rapito dal passato, cioè il figlio di Crowley. Il demone inizialmente afferma di non provare niente per il figlio e che i due si odiavano, ma quando Abaddon inizia a torturarlo in Crowley cominciano a emergere dei sentimenti, dovuti alla sua assunzione di sangue umano, e decide quindi di accettare le condizioni del Cavaliere. Nel frattempo al quartier generale angelico, Castiel chiede a Sam quale opinione si sia fatto su Gadreel durante la sua possessione e il cacciatore gli dice che, per quel poco che ricorda, non percepiva ostilità da parte sua, ma solo la sua incomprensione e tristezza. Crowley chiama i fratelli Winchester e li convince a venire a Cleveland, dicendogli di aver trovato Abaddon, inconsapevoli che in realtà è una trappola. Crowley prima li indirizza in un cimitero, dove ha nascosto la Prima Lama all'interno di un cadavere, poi li manda all'Humboldt Hotel a Cleveland; tuttavia Crowley, durante la telefonata con Dean, nomina Poughkeepsie, ovvero la parola d'emergenza usata dai fratelli che significa "molla tutto e scappa", che Dean aveva insegnato a Crowley prima che possedesse Sam per liberarlo da Gadreel: in questo modo Dean capisce che c'è qualcosa che non va, ma non dice niente a Sam. Castiel intanto incontra Gadreel e gli chiede di passare dalla sua parte, facendogli capire che lui non vuole una guerra e che Metatron gli ha solo raccontato menzogne; Castiel ha bisogno che Gadreel gli faccia da spia per informarlo sulle strategie di Metatron. Poi arrivano due sicari di Metatron, ma Gadreel avverte Castiel in tempo, il quale li uccide. Intanto Gavin, che in un primo momento non riusciva a credere di essere nel ventunesimo secolo, rimane sbalordito nell'apprendere che suo padre è diventato il re dell'Inferno (il figlio si mostra ignaro di tutto, compreso il segreto di Crowley, poiché era stato prelevato dal passato: dunque, solo dopo la morte, avvenuta nel suo tempo, avrebbe saputo tutto riguardo al padre - vedi episodio "Weekend da Bobby" -). Gavin ha sempre odiato il padre perché era violento e alcolizzato, ma Crowley gli fa capire che non è più la stessa persona di un tempo e il giovane ragazzo inizia a superare l'iniziale ostilità nei suoi confronti. Abaddon non si fida di Crowley e prima che arrivino i Winchester, gli spara usando una pallottola con inciso il sigillo del diavolo, per renderlo impotente ed impedirgli di scappare. Fuori dall'edificio i due fratelli si dividono: Dean manda il fratello nel seminterrato, per evitare di metterlo in pericolo, mentre lui entra nella stanza dove trova Crowley ferito su una poltrona e subito Abaddon che lo immobilizza e lo disarma, ma il cacciatore inizia a manifestare i poteri del Marchio di Caino, che non solo gli permettono di opporsi al potere di Abaddon, ma gli consentono di attirare la Prima Lama verso di lui con la sola forza della mente. Dean riesce così ad uccidere Abaddon con la Prima Lama, ma perde completamente il controllo, continuando a pugnalare il suo corpo privo di vita, per poi essere fermato da Sam, accorso nella stanza. Crowley si libera della pallottola che lo teneva immobilizzato, e i fratelli gli risparmiano la vita, in quanto aveva avvertito Dean in tempo del pericolo; cercano poi di convincerlo a riportare Gavin nel suo tempo, in quanto cambiare la storia potrebbe portare a delle conseguenze gravissime, ma Crowley non vuole perché suo figlio ha intenzione di imbarcarsi sulla nave che lo porterà nel Nuovo Mondo, la quale però affonderà proprio nel 1723 ed è convinto che la sopravvivenza di una persona insignificante come suo figlio non causerà nessun danno al tessuto temporale. Il demone allora finge di dire addio al figlio e lo porta via, permettendogli di vivere nel ventunesimo secolo. Sam e Dean in viaggio con l'Impala discutono sull'influenza che la Prima Lama e il marchio stanno avendo su Dean, il quale è come se fosse dipendente dall'arma, tanto che quando Sam gli consiglia di metterla da parte almeno per un po', Dean si rifiuta.
- Supernatural Legend: Angeli, Demoni, Cerbero
- Guest star: Mark Sheppard (Crowley), Alaina Huffman (Abaddon), Tahmoh Penikett (Gadreel), Theo Devaney (Gavin MacLeod)

## Una scala per il paradiso
- Titolo originale: Stairway to Heaven
- Diretto da: Guy Bee
- Scritto da: Andrew Dabb

### Trama
A Dixon, nel Missouri, madre e figlio sono in una gelateria. La madre del ragazzo chiede al gelataio un tipo di gelato sano e poco calorico, mentre il figlio, osservando una ragazzina mangiare una banana split, ne chiede alla madre di comprarne uno simile. La madre va incontro alla ragazzina rimproverandole il fatto che dovrebbe mangiare in modo più salutare, ma lei invita la donna a farsi gli affari propri. Poco dopo, nella gelateria, entra un uomo che attira l'attenzione della ragazzina e si scopre che entrambi sono angeli. La ragazzina, Esther, invita la donna e tutti i presenti della gelateria ad andarsene, ma prima che possano farlo l'uomo si trafigge il petto su cui ha inciso simboli enochiani, lasciandosi esplodere. Intanto, mentre Sam sta riposando viene bruscamente svegliato da Dean che lo informa dell'accaduto, e assieme a Castiel indagano sul caso. Prima di partire i due fratelli discutono nuovamente sulla Prima Lama e alla fine Dean accetta di lasciarla al sicuro nel bunker. Sulla scena del crimine, Sam e Dean incontrano Castiel che dice loro che l'angelo che si è fatto esplodere era Oren, una sua recente recluta. Uno degli angeli di Castiel, inoltre, trova un video che riprende l'attacco in gelateria e glielo mostra: si vede Oren trafiggersi il petto gridando che lo sta facendo per Castiel, e poi l'esplosione. Castiel non sa nulla di angeli suicidi, ma Dean lo avverte che forse non tutti gli angeli gli erano fedeli come volevano fargli pensare. Castiel gli dice che l'angelo che si è fatto esplodere era, per l'appunto, una nuova recluta, che lavorava in ospedale insieme ad altri angeli per salvare delle vite. Dean si reca nell'ospedale e interroga un angelo, scoprendo che anche Tessa, la mietitrice, è presente in città. Dean riesce a localizzarla all'esterno di un teatro, rintracciando l'ambulanza della ragazza, e nota che anche lei possiede degli strani simboli sul torace, come quelli di Oren. Dopo averla catturata la conduce al quartier generale degli angeli per interrogarla. In realtà Dean vorrebbe estrapolarle informazioni con le torture, ma alcuni angeli, tra cui Hannah, che non condividono le maniere forti del cacciatore gli intimano di usare la gentilezza. Tessa gli rivela che da quando il Paradiso è stato chiuso molte delle anime che dovevano andare lì non possono raggiungerlo e, provando un grande dolore, avrebbe preferito farsi esplodere che continuare a fare il suo mestiere, dunque afferma che Castiel le ha dato una causa per cui morire. Dean minaccia la mietitrice con la Prima Lama per farsi dire i nomi degli altri mietitori, ma Tessa spinge a sé l'arma, trafiggendosi e morendo. Intanto, Metatron e Gadreel vanno in una sala da bowling per incontrare Tyrus, un angelo che ha un gruppo molto folto di dissidenti, che non vuole allearsi a Metatron perché non desidera tornare in Paradiso, preferendo restare sulla Terra. Tyrus ammette di odiare Metatron e quest'ultimo lo minaccia di morte. Ma Tyrus non sembra intimorito, dicendo allo scriba di Dio che se lui morisse, tutti i propri seguaci angelici si recherebbero da Castiel, pronti a seguirlo. All'improvviso, arriva un altro angelo che si lascia esplodere, tentando di uccidere Metatron, sempre in nome di Castiel: Tyrus rimane ucciso, e di conseguenza i suoi seguaci si alleano con Metatron, credendo che il mandante dell'omicidio sia Castiel. Intanto Sam e Castiel riescono rintracciare Josiah, un suo alleato scomparso misteriosamente, in un magazzino protetto da un indovinello scritto in enochiano. Una volta entrati nel magazzino, i due trovano una porta illuminata, e Castiel crede si tratti del passaggio per il Paradiso di cui aveva parlato Ezra: oltrepassata la porta però non si ritrova in Paradiso, ma in una sala allestita a festa, con un biglietto da parte di Metatron che si prende gioco di Castiel. Inoltre, i due scoprono che il corpo di Josiah è lì, carbonizzato dopo essere stato incendiato dall'olio santo, ma ancora in vita. L'angelo, però, non accetta l'aiuto di Castiel, dicendogli che in lui non vede un vero angelo e che preferisce morire piuttosto che dovergli la vita. Subito dopo l'angelo muore. Al quartier generale, gli angeli bloccano Dean, dopo aver visto Tessa senza vita, pensando che sia stato lui ad ucciderla. Poco dopo, Sam e Castiel rientrano e scoprono che Dean aveva con sé la Prima Lama; Dean prova a giustificarsi, ma non serve a nulla. In quel momento, Castiel riceve una videochiamata da Metatron, che parla a tutti i presenti: lo scriba di Dio li informa che Castiel ha rubato la grazia di un altro angelo che si sta esaurendo e del fatto che quest'ultimo morirà, inoltre accusa Castiel di essere il mandante dei suicidi avvenuti di recente. Gli angeli però vogliono ancora fidarsi di Castiel, che si dichiara estraneo da tutte le accuse di Metatron, e chiedono al loro leader una prova, ovvero uccidere Dean, dato che lui aveva disobbedito, uccidendo Tessa. Castiel, però, non vuole e non vorrebbe mai fare una cosa simile ad un suo caro amico, così rifiuta. Tutti gli angeli, allora, lo credono colpevole, dando ragione a Metatron, e lo abbandonano. Lo scriba di Dio, intanto, informa Gadreel della riuscita del piano, annunciando che la sua vittoria è imminente. Tornati al bunker, i due Winchester litigano per come Dean abbia violato il patto col fratello riguardo alla Prima Lama. Castiel appare sconsolato e teme che oltre agli angeli anche i suoi amici possano considerarlo responsabile dei suicidi, ma Dean lo rassicura in quanto sanno che lui è innocente. In quel momento appare Gadreel, che decide di aiutarli perché sconcertato dal fatto che Metatron abbia sacrificato degli angeli innocenti; infatti rivela che è stato lo scriba a manipolare Tessa e gli altri angeli che si sono fatti esplodere, proprio per far ricadere la colpa su Castiel e convincere gli angeli a passare dalla sua parte. L'angelo si offre di aiutarli e tutti sembrano volergli dare fiducia ma, mentre Dean si avvicina per stringergli la mano, estrae la Prima Lama, colpendolo furiosamente (probabilmente perché è ancora arrabbiato per l'omicidio di Kevin a opera dello stesso Gadreel) mentre sia Sam che Castiel cercano di fermarlo per evitare che uccida l'angelo.
- Supernatural Legend: Angeli, mietitore di anime
- Guest star: Curtis Armstrong (Metatron), Tahmoh Penikett (Gadreel), Lindsey McKeon (Tessa), Erica Carroll (Hannah)
- Altri interpreti: Malcolm Masters (Benjamin), Kevin O’ Grady (Tyrus), Kaaren DeZilva (Flagstaff), Enid-Raye Adams (la madre), Troy Mundle (l'impiegato), Owen Mason (ragazzo in gelateria), Farry VanHumbeck (Esther)
- Musiche: Stairway To Heaven (Led Zeppelin), Cheek To Cheek (Fred Astaire)
- Citazioni: Quando scatta la trappola delle lame rotanti all'interno del magazzino, Sam dice "È l'ultima crociata" ed è un chiaro riferimento al film Indiana Jones e l'ultima crociata. Poi, quando arrivano alla stanza del finto Paradiso e trovano Josiah ferito, Sam si accorge del marchingegno usato per cospargerlo di olio santo e poi dargli fuoco e lo paragona alle trappole costruite dal piccolo Kevin McCallister in Mamma, ho perso l'aereo.
- Ascolti USA: 1 740 000 telespettatori[18]

## Una trappola per Metatron
- Titolo originale: Do You Believe in Miracles?
- Diretto da: Thomas J. Wright
- Scritto da: Jeremy Carver

### Trama
Sam e Castiel rinchiudono Dean nella cella per demoni cosicché non possa uccidere Gadreel che intanto è scappato. Dean dice loro che vuole solo uccidere Metatron, ma Sam gli fa capire che la Lama e il marchio di Caino lo stanno influenzando troppo, facendogli perdere la ragione. Metatron è in Paradiso e parla a tutti gli angeli attraverso una radio per dire loro che sta per fare la sua mossa finale: scenderà sulla Terra, in modo che tutti ritornino dove sono degni di stare. Castiel, con l'aiuto di Sam, trova Gadreel e lo guarisce, ma avverte che la sua grazia si sta indebolendo. Entrambi gli angeli hanno ascoltato il messaggio di Metatron e pensano a un modo per trovarlo e fermarlo. Nella cella per demoni, Dean invoca Crowley perché sente di non essere più lo stesso: infatti sta male e sente continuamente la necessità di uccidere. Crowley gli dice che l'unico modo per stare bene è sfogare l'istinto omicida che non può controllare in quanto umano, a differenza di Caino che è un demone. Dean chiede aiuto a Crowley per uscire dalla cella e per poter completare la sua missione: trovare e uccidere lo scriba di Dio. Tornati al bunker, Castiel, Sam e Gadreel scoprono che Dean è fuggito con Crowley. Inoltre Gadreel, dopo aver appreso che il cacciatore ha il marchio di Caino, dice ai due che Dean potrebbe tornare utile a tutti dato che è l'unico a poter eliminare Metatron. Riluttante nell'usare il fratello come arma, Sam viene persuaso da Castiel. Gadreel rivela che è la Tavoletta Angeli la vera fonte del potere di Metatron, dunque ciò significa che dovranno andare in Paradiso e recuperarla. Metatron, dopo essere sceso sulla Terra, salva una donna dopo che era stata investita da un'auto. Il miracolo compiuto dallo scriba di Dio fa sì che tutti comincino a pensare che Metatron, che si lascia chiamare Marv, sia il nuovo Messia. Inoltre, dopo che un ragazzo filma l'accaduto, l'azione di Metatron diventa virale. Intanto, Crowley si ferma in una tavola calda con Dean e nota quanto il maggiore dei fratelli Winchester stia cambiando. D'un tratto arrivano due tirapiedi del Re degli Inferi che gli mostrano il video col miracolo compiuto da Metatron. Crowley lo mostra a Dean che, dopo aver scoperto il luogo in cui è stato avvistato l'ultima volta, si appresta a raggiungerlo. I due arrivano nei pressi della casa della donna miracolata e trovano anche Sam che li avvisa dell'assenza della donna, facendo notare a Dean quanto quella situazione gli faccia perdere il senno. Sam rivela al fratello cosa abbia sussurrato Metatron alla donna (infatti, la miracolata era stata avvicinata da Metatron che le aveva detto qualcosa): ossia il suo successivo luogo da esplorare dove, probabilmente, compiere un miracolo sulla Terra. Dean lascia Crowley, dicendogli che ha una missione da compiere, cosa che spinge il demone ad andarsene. Castiel e Gadreel trovano l'accesso al portale del Paradiso e per entrare Castiel finge di essere stato catturato da Gadreel che avvisa i due guardiani di farli passare per poter consegnare il disertore a Metatron. Una volta avuto l'accesso al Paradiso, i due vengono portati da Ingrid e Hannah, nell'ufficio di Metatron, che poi si trasforma nelle celle del Paradiso; il piano di Castiel e il tradimento di Gadreel sono stati portati alla luce e i due angeli vengono imprigionati. Intanto, Metatron guarisce un senzatetto affetto da diabete in un campo di senzatetto e viene acclamato come il nuovo Messia, portando i presenti a far uccidere un angelo pronto ad attaccarlo. I Winchester arrivano sul luogo, ma Dean tramortisce Sam dato che crede che quella sia la sua battaglia e che, quindi, non ha nessuna intenzione di metterlo in pericolo. Giunto nel campo, Dean trova il posto in cui Metatron è andato per “pregare il perdono” delle azioni compiute dai senzatetto che hanno ucciso l'angelo. In Paradiso, Castiel e Gadreel provano a convincere Hannah del loro piano di sconfiggere Metatron, dicendole che lui non è altro che un bugiardo che cerca di diventare il nuovo Dio. Gadreel si sacrifica, facendosi saltare in aria dopo aver tracciato sul suo petto dei simboli in enochiano ed essersi trafitto con un coccio di pietra, per far sì che le parole sue e di Castiel vengano prese come vere e non come un modo per cercare di fuggire. A quel punto, Hannah crede a Castiel che torna nell'ufficio di Metatron per trovare la tavoletta angeli. Dean raggiunge Metatron in un vecchio edificio e lo scriba lo avvisa che Castiel e Gadreel sono stati catturati in Paradiso e che nessuno verrà ad aiutarlo. L'angelo gli spiega di voler essere il nuovo Dio perché l'umanità ha bisogno di un'entità in cui credere. Dean non è assolutamente d'accordo, biasimandolo per la morte di Kevin e per aver sottratto la grazia di Castiel e gli fa capire che è lì per ucciderlo, mostrandogli la Prima Lama, la quale porta l'angelo a preoccuparsi, essendo cosciente che l'arma può davvero eliminarlo. I due iniziano una lotta che termina con il netto vantaggio di Metatron che trafigge Dean con la sua spada angelica, il tutto sotto gli occhi di Sam. Metatron, tornato immediatamente in Paradiso dopo lo scontro, trova la sua tavoletta a pezzi per opera di Castiel e imprigiona quest'ultimo, apprestandosi ad ucciderlo. In quel momento, però, Metatron si accorge di essere in diretta radio con tutti gli angeli e, poco dopo, viene catturato da essi ed imprigionato nelle celle. La scelta di Castiel, di punire Metatron non uccidendolo bensì imprigionandolo, fa nascere in Hannah la stima verso l'angelo che ha salvato il Paradiso vedendo, inoltre, in lui la vera stoffa del leader. Sam cerca di portare Dean fuori dall'edificio, ma il fratello chiede di lasciarlo morire perché non vuole diventare un assassino, dato che, con il marchio, è ciò che diventerà. Dean riesce solamente a dire quanto sia orgoglioso di entrambi, per poi morire. Sam riporta il fratello al bunker e decide di invocare Crowley per chiedergli aiuto e riportare Dean in vita. Il ragazzo non sa che il demone è già lì e sta parlando al corpo senza vita del fratello. Crowley gli dice che non immaginava che sarebbe finita con la sua morte e gli confessa che è sempre stato sincero con lui; sente di potergli rivelare una storia mai raccontata prima su Caino: si era suicidato con la Lama, non volendo diventare un assassino, ma era ritornato in vita come demone, in quanto la Lama non gli aveva permesso di morire. Crowley mette la Lama in mano a Dean, poggiandola sul suo petto e dicendogli che quello che ora sente non è la morte, ma un nuovo tipo di vita e invita il ragazzo ad aprire gli occhi per vedere ciò che lui stesso vede e sente. Poco dopo, Dean riapre gli occhi, risvegliandosi come demone.
- Supernatural Legend: Demoni, Angeli
- Guest Star: Mark Sheppard (Crowley), Tahmoh Penikett (Gadreel), Curtis Armstrong (Metatron), Erica Carroll (Hannah)
- Musiche: Can't Find My Way Home (Blind Faith), Carry On Wayward Son (Kansas)
- Citazioni: 1. Neil, il nuovo aiutante di Metatron, gli chiede se il finale della sua storia assomiglierà al film Le pagine della nostra vita. 2. Gadreel e Castiel sono in auto; arrivano alla porta del paradiso ma non sanno come eludere le due guardie. Allora Castiel gli mostra delle manette ed esclama: "Wookiee!", ma Gadreel non capisce. In realtà, Castiel cita Guerre stellari - Episodio IV e, in particolare, la scena in cui Ian e Luke, travestiti da assaltatori imperiali, fingono di trasportare un prigioniero (il Wookiee Chewbecca) in cella, per accedere alla prigione della Morte Nera. 3. Metatron, durante il discorso con Castiel incatenato sulla scrivania, cita il Parco della Vittoria del gioco da tavolo Monopoly
- Ascolti USA: 1 200 000 telespettatori[19]